# Islandia
Islandia (en islandés: Ísland, AFI: ['istlant])es un país insular europeo, cuyo territorio abarca la isla homónima y algunas pequeñas islas e islotes adyacentes en el océano Atlántico. Su capital es Reikiavik. Cuenta con una población de cerca de 366 425 habitantes y un área de 103 000 km². A causa de su localización en la dorsal mesoatlántica, es un país con gran actividad volcánica y geológica, factor que afecta en gran medida al paisaje del territorio islandés. El interior del país consiste en una meseta caracterizada por desiertos, montañas, glaciares y ríos glaciales que fluyen hacia el mar a través de las tierras bajas. Gracias a los efectos de la corriente del Golfo, tiene un clima templado, en relación con su latitud, y provee un entorno habitable.
El primer asentamiento humano en Islandia data del año 874, cuando, de acuerdo con el Landnámabók o «Libro del asentamiento», el líder noruego Ingólfur Arnarson se convirtió en el primer colono permanente de la isla. Otros navegantes, como el vikingo feroés Naddoddr, posible descubridor, visitaron la isla hacia el año 860 para pasar en ella el invierno. Sin embargo, nunca fundaron allí un asentamiento permanente. A través de los siglos siguientes, grupos humanos de origen nórdico y gaélico se asentaron en Islandia. Hasta el siglo XX, la población islandesa dependía de la pesca y la agricultura. Desde 1262 a 1397, formó parte del reino de Noruega y, posteriormente, de Dinamarca. En el siglo XX, consiguió su independencia y la economía islandesa se desarrolló rápidamente, a pesar de su aislamiento del mundo debido a su ubicación geográfica.
Cuenta con una economía de mercado mixta, con un esfuerzo fiscal relativamente alto comparado con el resto del mundo, pero con una cuña fiscal al trabajo algo inferior a la media de la OCDE, manteniendo así un gran estado de bienestar, enmarcado dentro del modelo nórdico, que provee una fuerte política social a sus ciudadanos. Forma parte del Espacio Schengen y del Espacio Económico Europeo como uno de los países miembros de la AELC. Se convirtió en uno de los países más acaudalados, y en la actualidad es clasificado por la Organización de las Naciones Unidas como el cuarto país más desarrollado del mundo, además de ocupar el primer lugar en el índice de paz global.
En el 2008, el sistema financiero islandés sufrió un colapso, lo que provocó una fuerte contracción económica y manifestaciones que llevaron a adelantar las elecciones parlamentarias, en las que Jóhanna Sigurðardóttir ganó el puesto de primera ministra. Paralelamente, cobró importancia la conocida como Revolución islandesa, una serie de protestas y movimientos de organización ciudadana que, en conjunto con el nuevo gobierno, provocó el encausamiento del anterior primer ministro de Islandia durante la crisis, Geir Haarde, dos referendos para decidir sobre el pago de la deuda externa de los bancos nacionales y un proceso ciudadano que desembocase en cambios en la Constitución que culminó en un borrador constitucional el 29 de julio de 2011, a debatirse en el Parlamento. Desde entonces, la economía se ha recuperado significativamente, en gran parte debido a un aumento en el turismo.
Islandia posee una sociedad desarrollada y tecnológicamente avanzada, cuya cultura está basada en la herencia nórdica. La mayor parte de la población es de origen celta y escandinavo. El idioma oficial es el islandés, una lengua nórdica muy relacionada con el feroés y con los dialectos occidentales del noruego. La herencia cultural del país incluye su cocina tradicional, su arte y su literatura.[cita requerida]

## Etimología
La palabra Islandia deriva del islandés Ísland, vocablo que proviene del nórdico antiguo, que significa ‘tierra de hielo’. Sin embargo, el primer nombre del país fue Snæland (‘tierra de nieve’), acuñado por el navegante vikingo Naddoddr, uno de los primeros pobladores de las islas Feroe. Gardar Svavarsson, uno de los primeros islandeses, rebautizó la isla como Garðarshólmur (‘islotes de Gardar’).
El nombre definitivo de Ísland fue dado por Flóki Vilgerðarson, en alusión al paisaje invernal del actual territorio islandés. A pesar de que algunos documentos oficiales mencionan Lýðveldið Ísland (República de Islandia) para nombrar al país, la constitución actual lo define como simplemente Ísland (Islandia), sin anteponer el término república.

## Historia

### Establecimiento y Mancomunidad Islandesa (874-1262)

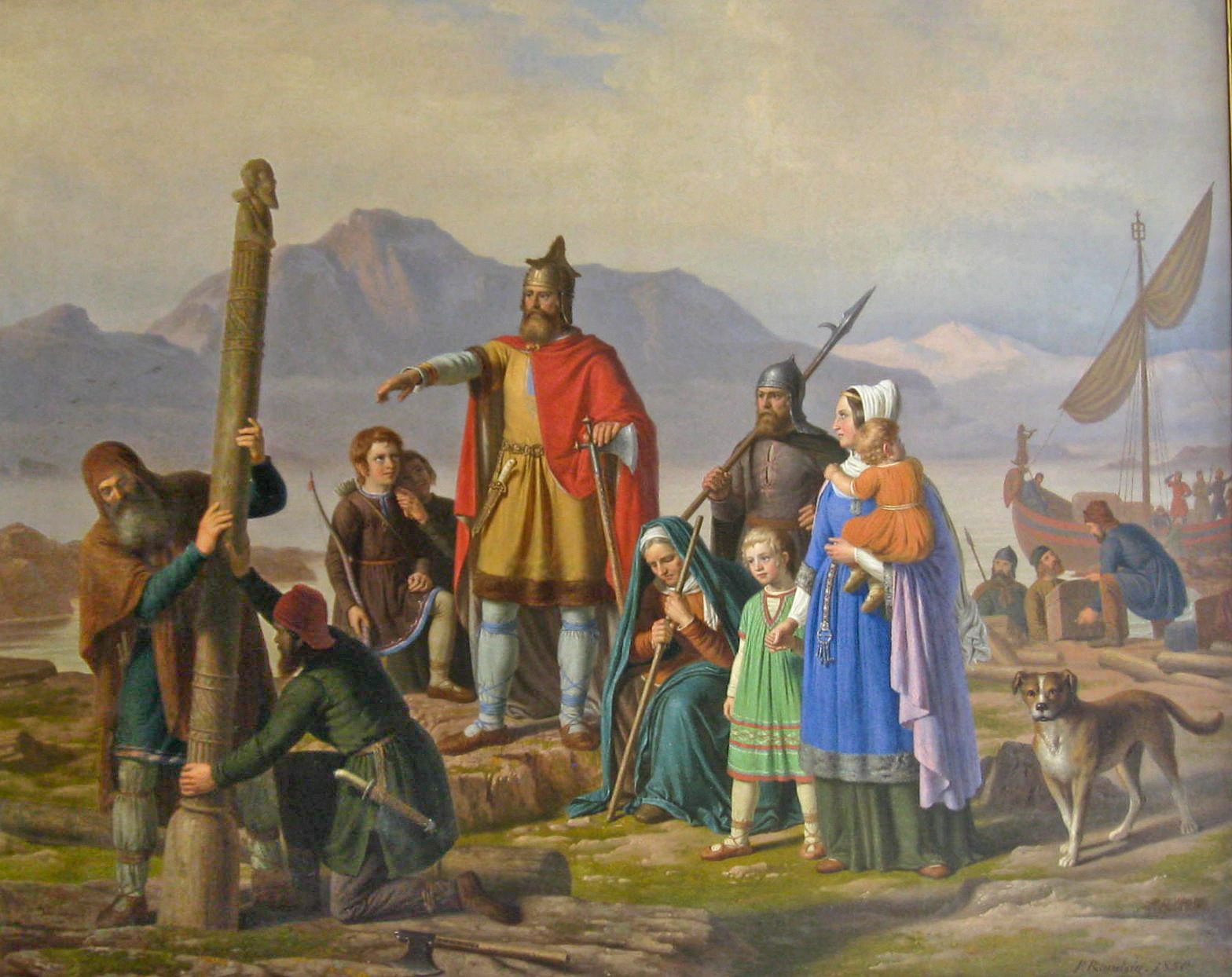
El noruego Ingólfur Arnarson, primer habitante permanente de Islandia.

Una de las teorías sobre el poblamiento de su territorio actual afirma que los primeros habitantes de la isla llegaron en el siglo VIII y que eran miembros de una misión de monjes ermitaños, también conocidos como papar, provenientes de Irlanda o Escocia, aunque no existen descubrimientos arqueológicos que apoyen esta hipótesis.
Se presume que los monjes dejaron la isla cuando arribaron los escandinavos, quienes se asentaron sistemáticamente en el período entre los años 870 a 930. Un artículo de la publicación Skirnir, donde se muestran los resultados de investigaciones realizadas con radiocarbono, sugiere que el país pudo haber estado habitado desde la segunda mitad del siglo VII.
El primer colono nórdico permanente conocido fue Ingólfur Arnarson, quien construyó su granja en la zona de la actual capital en el año 874. Ingólfur fue seguido por muchos otros colonos emigrantes, en gran medida nórdicos, y sus esclavos irlandeses. En 930, se había ocupado la mayor parte del terreno cultivable y se fundó el Alþingi, un parlamento legislativo y judicial, como centro político de la Mancomunidad Islandesa.
El culto pagano comenzó a abandonarse hacia el año 1000, con la cristianización de la isla. La Mancomunidad duró solo hasta 1262, cuando el sistema político ideado por los colonos originales se mostró incapaz de afrontar el creciente poder de los caciques islandeses sobre la población campesina.

### Colonización escandinava (1262-1814)

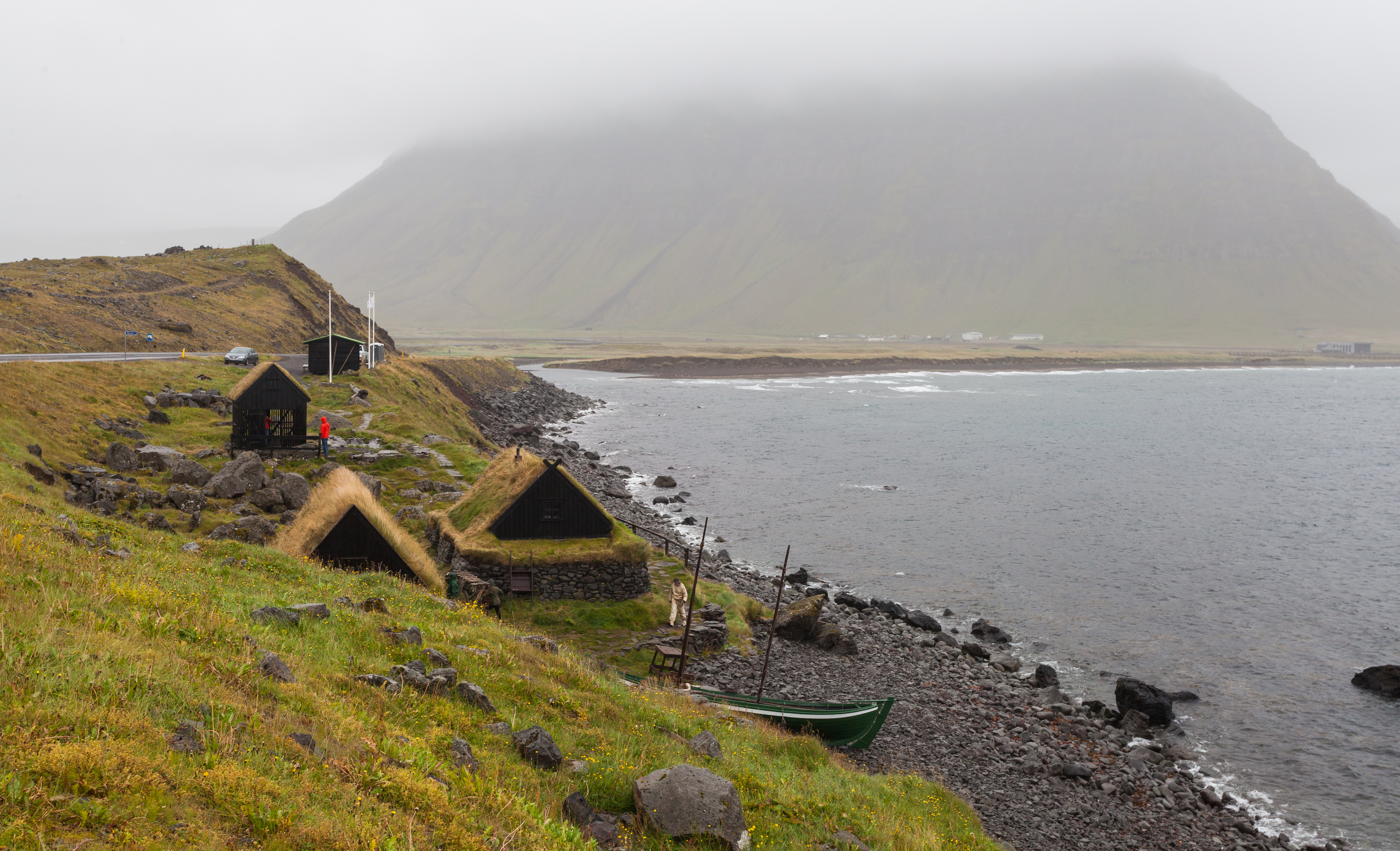
Ósvör, réplica de un antiguo puesto de pesca a las afueras de Bolungarvík.

Las luchas internas y civiles de la era Sturlung llevaron al país a la firma del gamli sáttmáli (pacto antiguo) en 1262, tratado que lo situó bajo la Corona Noruega. La posesión de Islandia pasó a Dinamarca-Noruega a finales del siglo XIV, cuando los reinos de Noruega, Dinamarca y Suecia se unieron en la Unión de Kalmar.
Los suelos estériles, las erupciones volcánicas y un clima implacable hacían la vida muy difícil en una sociedad cuya subsistencia dependía casi en su totalidad de la agricultura. La peste negra barrió a la población entre 1402 y 1404 y nuevamente, entre 1494 y 1495, cada vez matando a cerca de la mitad de los habitantes.

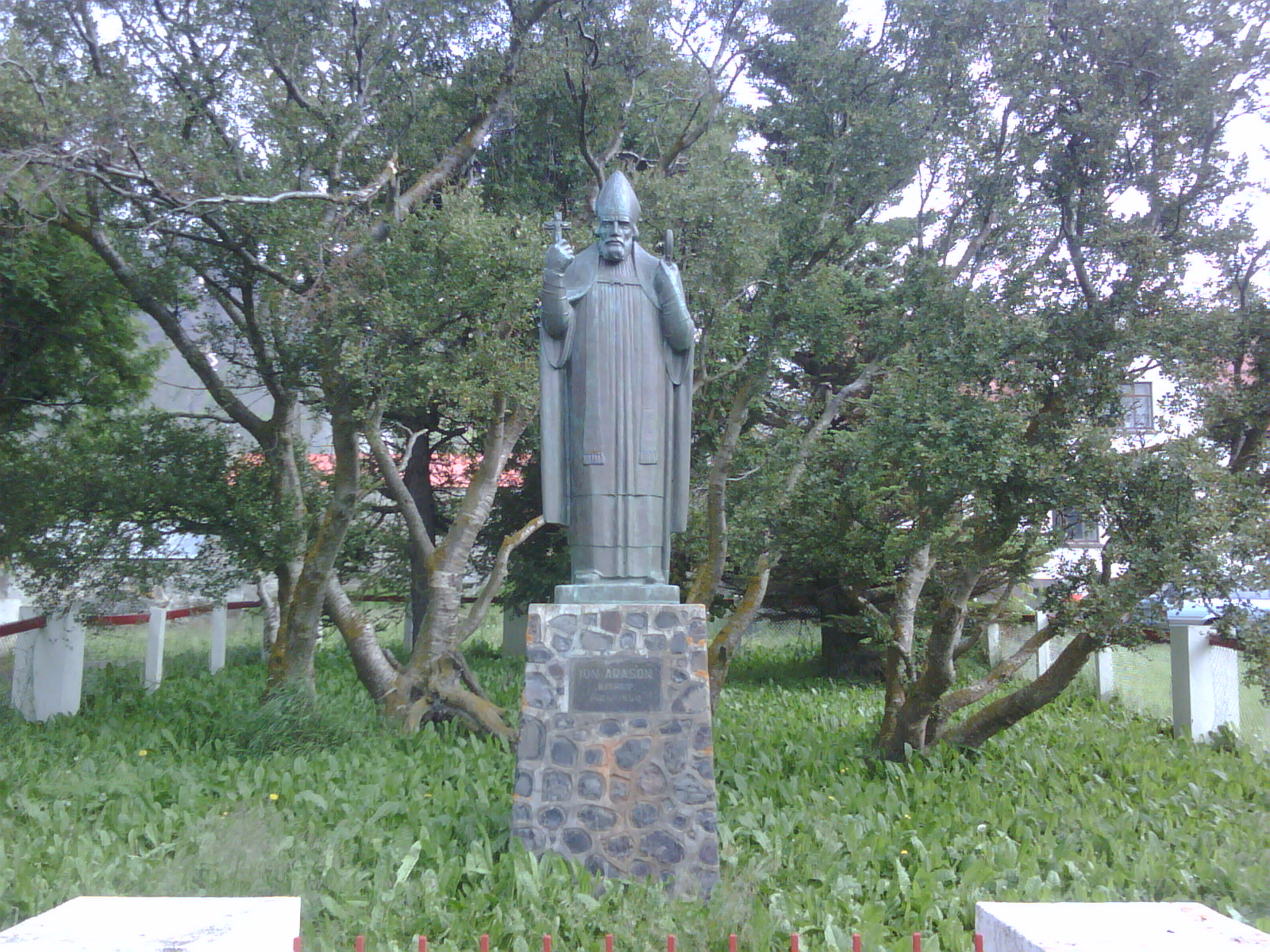
Estatua de Jón Arason en Munkaþverá.

A mediados del siglo XVI, Cristián III de Dinamarca comenzó a imponer el luteranismo a todos sus súbditos. El último obispo católico del país (antes de 1968), Jón Arason, fue decapitado en 1550 junto con dos de sus hijos. Posteriormente, el país se convirtió totalmente al luteranismo, que desde entonces es la confesión dominante.
En los siglos XVII y XVIII, Dinamarca impuso una serie de restricciones más estrictas al comercio, mientras piratas de Inglaterra y Argelia («secuestros turcos») irrumpían en sus costas. Una epidemia de viruela en el siglo XVIII le causó la muerte a alrededor de un tercio de la población.
En 1615, se llevaron a cabo enfrentamientos entre vascos e islandeses en la cercanía de la región de Fiordos Occidentales por la caza de ballenas. Por este motivo, en Islandia se activó una ley que permitía matar a los vascos. Esta ley siguió vigente hasta el 2015.
En 1783, la erupción del volcán Laki condujo a una de las mayores catástrofes medioambientales en la historia europea. Esta duró 8 meses, acabó con quizás un 25 % de la población islandesa y produjo una nube (la «bruma de Laki») que trajo una hambruna de tres años en todo el mundo, que mató aproximadamente a 6 millones de personas en lo que se conoció como «Las Penurias en la Niebla» (en islandés: Móðuharðindin), y que se considera uno de los acontecimientos climáticos más importantes y con mayores repercusiones sociales del último milenio.

### Movimiento de independencia (1814-1918)

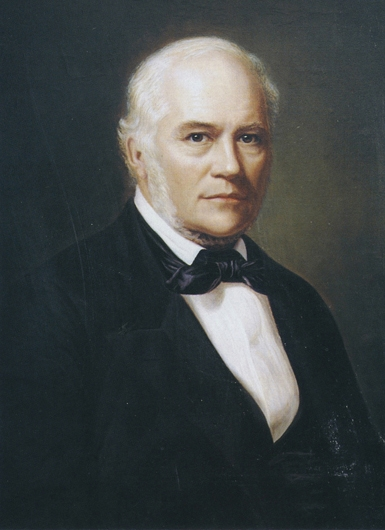
Retrato de Jón Sigurðsson por Þórarinn B. Þorláksson.

En 1814, después de las Guerras Napoleónicas, Dinamarca-Noruega fue dividida en dos reinos separados mediante el Tratado de Kiel. Islandia, sin embargo, permaneció como una dependencia danesa.
Durante el siglo XIX, el clima del país continuó empeorando, lo que provocó una emigración en masa hacia el Nuevo Mundo, especialmente hacia la provincia de Manitoba en Canadá. Cerca de 15 000 personas, de una población total de 70 000, abandonaron el país.
Sin embargo, en medio de la migración surgió un nuevo movimiento nacionalista, inspirado en las ideas románticas y nacionalistas de la Europa continental. De esta manera nació el movimiento de independencia de Islandia bajo el liderazgo de Jón Sigurðsson. En 1874, Dinamarca le concedió una Constitución y un gobierno limitado, que fue ampliado en 1904.

### Reino de Islandia (1918-1944)
El Acta de Unión, un acuerdo con Dinamarca firmado el 1 de diciembre de 1918 y válido durante 25 años, le brindó a Islandia el reconocimiento como un Estado plenamente soberano en una unión personal con el rey de Dinamarca. El estatus que alcanzó Islandia es similar al de los países que pertenecen a la Commonwealth británica, cuyo soberano es el monarca del Reino Unido.
El gobierno de Islandia tomó el control de sus asuntos exteriores y estableció una embajada en Copenhague. Sin embargo, pidió que Dinamarca aplicase una política exterior islandesa con los demás países. A partir de entonces, las embajadas danesas alrededor del mundo mostraron dos escudos de armas y dos banderas: del Reino de Dinamarca y de Islandia.

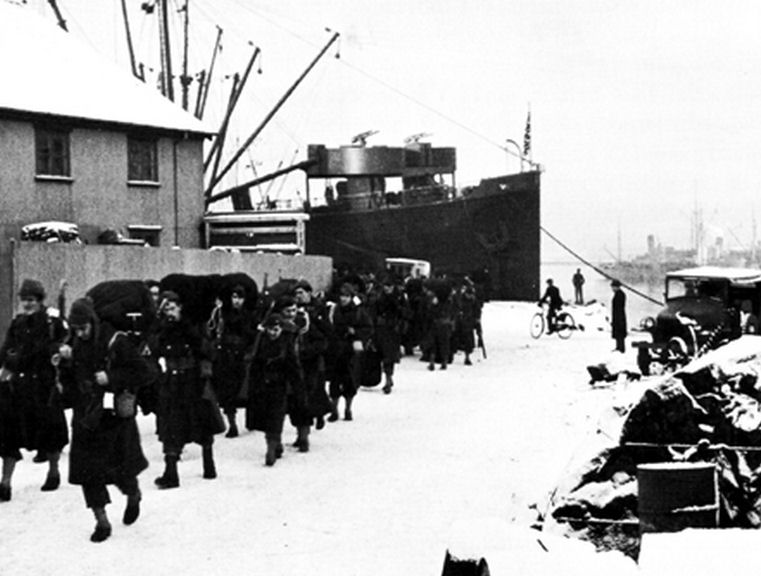
Llegada de tropas estadounidenses en 1942.

Durante la Segunda Guerra Mundial, se unió a Dinamarca en su postura neutral. Después de que Alemania ocupara Dinamarca el 9 de abril de 1940, el Althing declaró que el gobierno de Islandia debería asumir los deberes del rey danés y se haría cargo de su propia política exterior, además de otras cuestiones previamente manejadas por Dinamarca a petición de Islandia.
Un mes más tarde, las Fuerzas Armadas Británicas invadieron Islandia, violando la neutralidad islandesa. En 1941, el dominio del país pasó a los Estados Unidos para que el Reino Unido pudiera desplegar sus tropas en otros lugares.
El 31 de diciembre de 1943, el Acta de Unión caducó después de 25 años. A partir del 20 de mayo de 1944, los islandeses votaron en un referéndum de cuatro días para determinar el futuro de la unión personal con el rey de Dinamarca, y el posible establecimiento de una república.
El voto fue del 97 % a favor de poner fin a la unión personal y del 95 % a favor de una nueva Constitución republicana. Finalmente, se convirtió oficialmente en una República el 17 de junio de 1944, con Sveinn Björnsson como el primer presidente.

### República de Islandia (1944-presente)

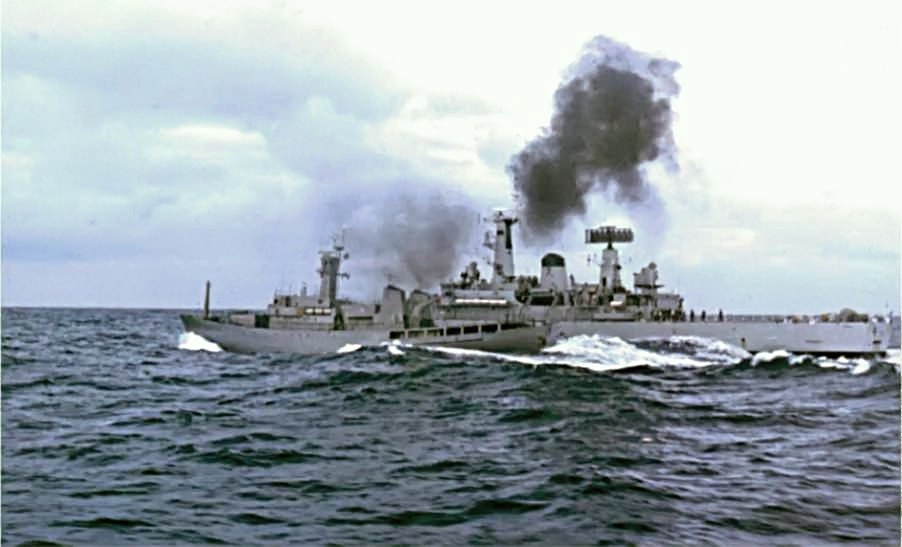
Buques británicos e islandeses durante las Guerras del Bacalao.

En 1946, las fuerzas de ocupación de los Aliados se retiraron de Islandia, que se transformó en un miembro de la Organización del Tratado del Atlántico Norte el 30 de marzo de 1949, provocando controversia y protestas en algunas zonas del país. El 5 de mayo de 1951, la nación firmó un acuerdo de defensa con Estados Unidos. Regresaron las tropas estadounidenses permaneciendo ahí a lo largo de la Guerra Fría, hasta retirarse finalmente el 30 de septiembre de 2006.
El periodo inmediato a la posguerra se caracterizó por un gran crecimiento económico sin precedentes, provocado por la industrialización de la industria pesquera y la ayuda ofrecida por el Plan Marshall. La década de 1970 fue marcada por las Guerras del Bacalao, una serie de disputas con el Reino Unido sobre la extensión y derechos de la zona económica exclusiva. En 1994, la economía se diversificó y fue liberalizada cuando el país se unió al Espacio Económico Europeo.
El desarrollo económico fue acompañado por la creación de un estado de bienestar inspirado en el modelo escandinavo, que promovió la elevación del nivel de vida y la regulación de las desigualdades. No obstante, seguía predominando una oligarquía: catorce familias —un grupo conocido como el «Pulpo»— constituían la élite económica y política del país. Dominaban todos los sectores de la economía: importaciones, transporte, banca, seguros, pesca y suministro a la base de la OTAN. Políticamente, esta oligarquía gobernó sobre el Partido de la Independencia (PI), que controlaba los medios de comunicación. También determinó los nombramientos de los altos funcionarios de la administración, la policía y el ejército. Los partidos dominantes (PI y Partido del Centro) gestionaban directamente los bancos locales de propiedad estatal, lo que hacía imposible obtener préstamos sin la aprobación del apparatchik local. Se generalizó así un sistema de relaciones clientelistas.
La economía se liberalizó tras la adhesión de Islandia al Espacio Económico Europeo en 1994, lo que exige la libre circulación de capitales, bienes, servicios y personas. El primer ministro Davíð Oddsson se ha embarcado en un programa de venta de activos estatales y desregulación del mercado laboral. Las desigualdades de ingresos y riqueza se han ampliado, agravadas por políticas fiscales desfavorables para la mitad más pobre de la población.
Entre 2003 y 2007, Islandia transformó su economía, basada hasta entonces en la industria pesquera, y pasó a ser una nación que ofrecía sofisticados servicios financieros. Pero las alarmantes señales se multiplicaron rápidamente. El déficit en cuenta corriente del país aumentó del 5 % del PIB en 2003 al 20 % en 2006, uno de los niveles más altos del mundo. A principios de 2006, la agencia Fitch rebajó la calificación de Islandia de «estable» a «negativa». La corona islandesa perdió parte de su valor, en contraste con el valor de las deudas de los bancos, que aumentó. El mercado de valores se derrumbó y las quiebras aumentaron, lo que obligó al Estado a movilizar las finanzas públicas en beneficio del sector privado. El Banco Danske de Copenhague describió entonces a Islandia como una economía a punto de explotar. Consecuentemente, el país resultó bastante afectado por la crisis financiera de 2008, que se extendió hasta 2009. Esta crisis produjo la emigración más grande de Islandia desde 1887.
A principios de 2009, las numerosas protestas ciudadanas ante la crisis causaron la dimisión del gobierno acompañada por una convocatoria a elecciones para el mes de abril. En estos comicios, la Alianza Socialdemócrata y el Movimiento de Izquierda-Verde, obtuvieron la mayoría de representación de la cámara. El gobierno, constituido por ambas formaciones, fue presidido por la líder socialdemócrata Jóhanna Sigurðardóttir, quien asumió el poder como nueva primera ministra. En noviembre de 2010, se estableció una asamblea popular de 25 personas sin afiliación política, a la que se delegó la responsabilidad de preparar una propuesta para sustituir la Constitución del país. La economía de Islandia se estabilizó bajo el gobierno de Sigurðardóttir y creció un 1,6 % en 2012.
El Partido de la Independencia volvió al poder en coalición con el Partido Progresista en las elecciones de 2013. En los años siguientes, Islandia experimentó un aumento en el turismo a medida que el país se convirtió en un popular destino de vacaciones. En 2016, el primer ministro Sigmundur David Gunnlaugsson renunció después de estar implicado en el escándalo de los Papeles de Panamá. Las elecciones anticipadas de 2016 dieron como resultado un gobierno de coalición de derecha del Partido de la Independencia, Viðreisn y Futuro Brillante. Este gobierno cayó cuando Futuro Brillante abandonó la coalición debido a un escándalo que involucraba la carta de apoyo del padre del primer ministro Bjarni Benediktsson a un pedófilo convicto. Las elecciones anticipadas de octubre de 2017 llevaron al poder una nueva coalición formada por el Partido de la Independencia, el Partido Progresista y el Movimiento de Izquierda-Verde, encabezado por Katrín Jakobsdóttir.

## Gobierno y política

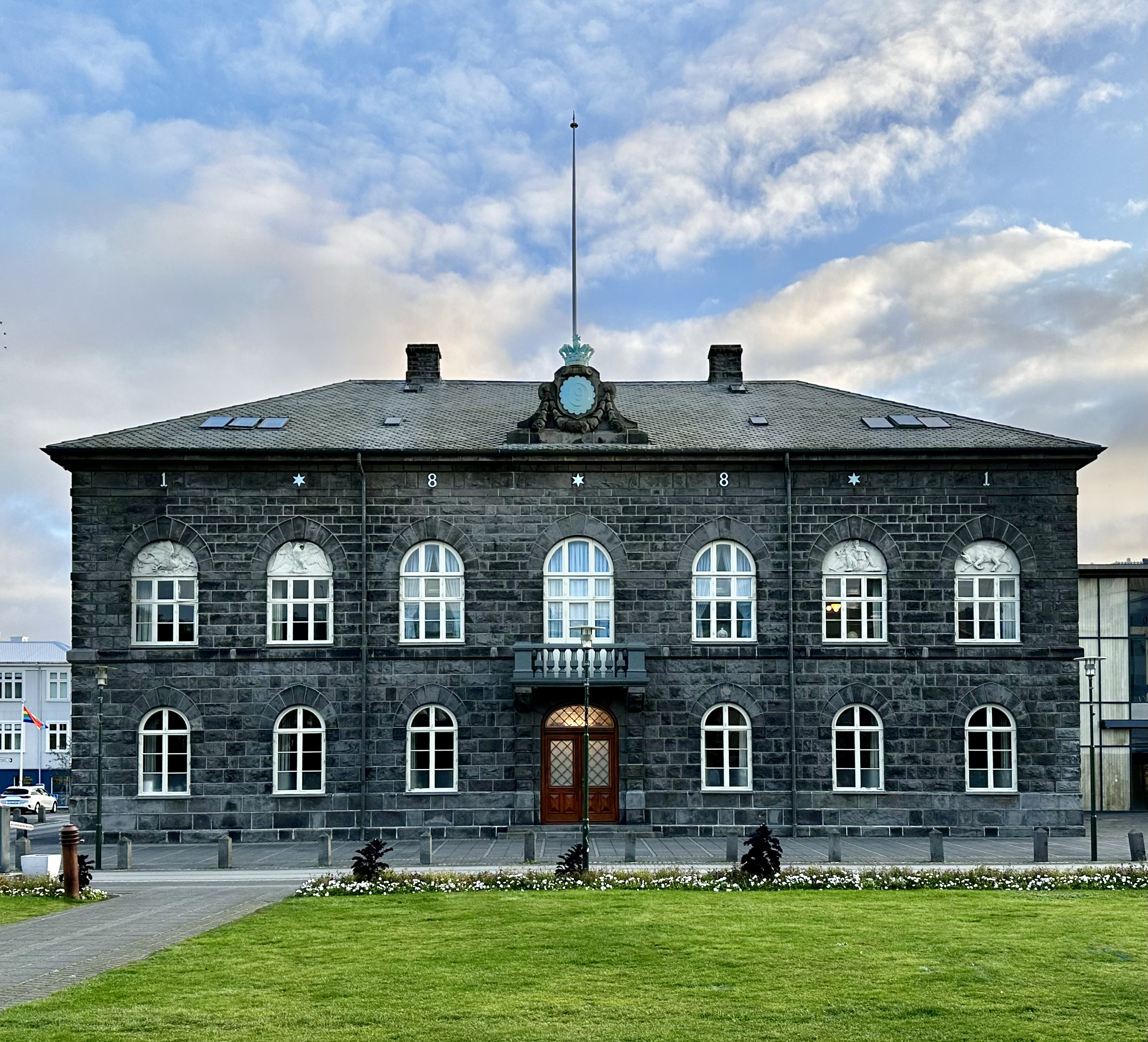
El Alþingi, el parlamento de Islandia en Reikiavik.

Islandia es una democracia representativa y una república parlamentaria. El parlamento moderno, Alþingi (traducido como «Althing»), fue fundado en 1845 como un órgano consultivo ante el monarca danés. Este parlamento fue ampliamente visto como un restablecimiento de la asamblea fundada en 930 durante el período de la Mancomunidad Islandesa, que fue suspendida en 1799. En consecuencia, el país «es posiblemente la democracia parlamentaria más antigua del mundo».
Tiene 63 miembros, elegidos por un período máximo de cuatro años. El presidente es elegido por voto directo para un mandato de cuatro años. El gobierno y los consejos locales son elegidos por separado de las elecciones presidenciales cada cuatro años.
Desde 2024, la presidenta de Islandia es Halla Tómasdóttir, quien es el jefe de Estado. Su puesto solo cuenta con funciones ceremoniales y diplomáticas, aunque puede suprimir una ley aprobada por el Parlamento y someterla a un referéndum nacional. Por consiguiente, el jefe de Gobierno es el primero ministro (actualmente Kristrún Frostadóttir) que, junto con el gabinete, es responsable del poder ejecutivo. El gabinete es nombrado por el presidente tras las elecciones parlamentarias generales.

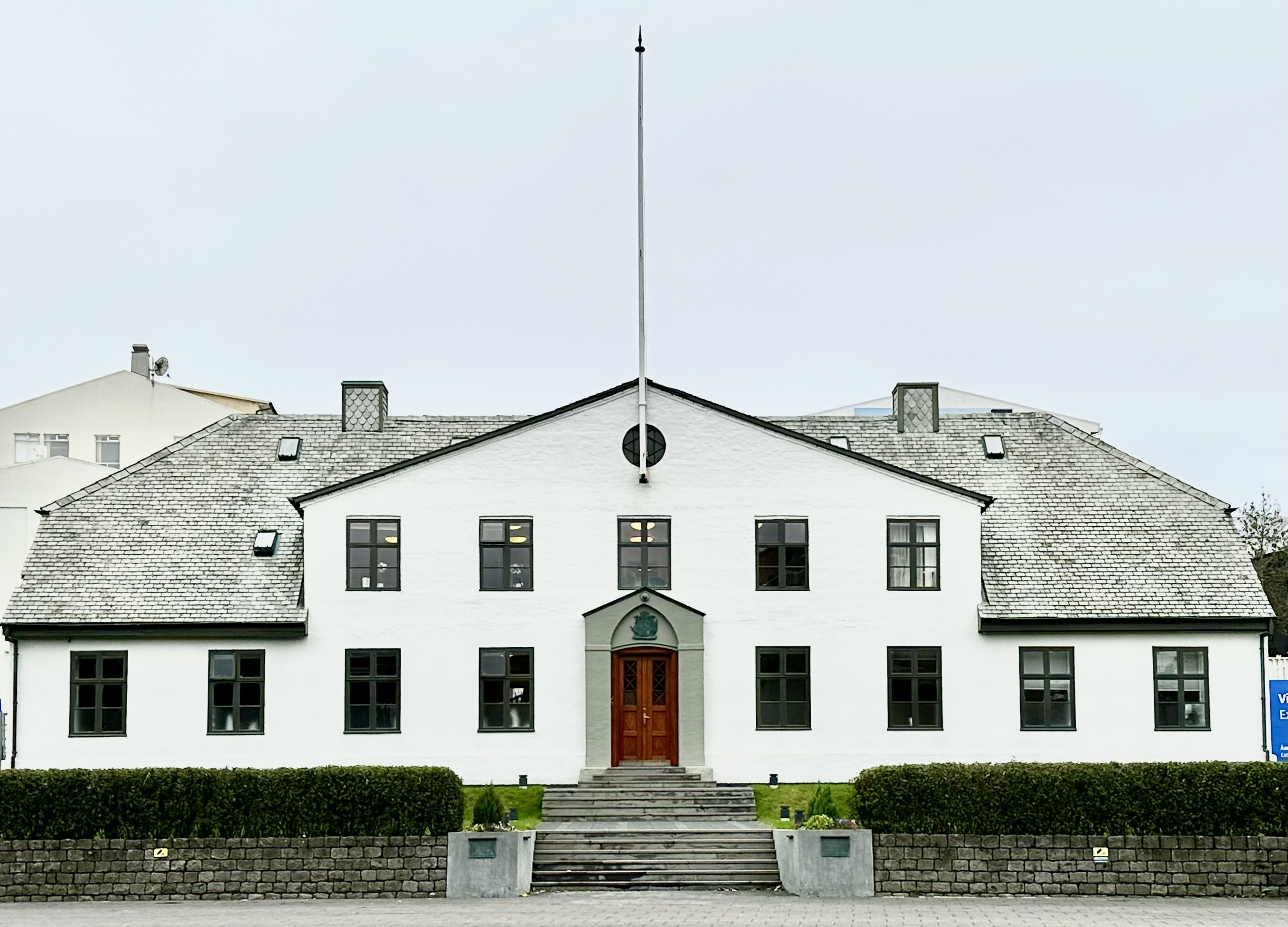
Stjórnarráðið, sede del poder ejecutivo del gobierno islandés.

El nombramiento es generalmente negociado con los dirigentes de los partidos políticos con mayor presencia en el Althing, quienes deciden entre ellos quiénes deben ser los miembros que formarán el gabinete y cómo deben distribuirse. Solo cuando los líderes del partido son incapaces de llegar a una conclusión en un plazo razonable, el presidente ejerce esta facultad y nombra al gabinete por sí mismo.
Durante la historia de la república, el presidente únicamente ha tenido que utilizar este recurso en una ocasión cuando, en 1942, el regente provisional del país, Sveinn Björnsson, nombró a un gabinete por sí mismo, ya que, como regente provisional, tenía todas las facultades de un presidente. En 1944, Sveinn se convirtió formalmente en el primer presidente del país.

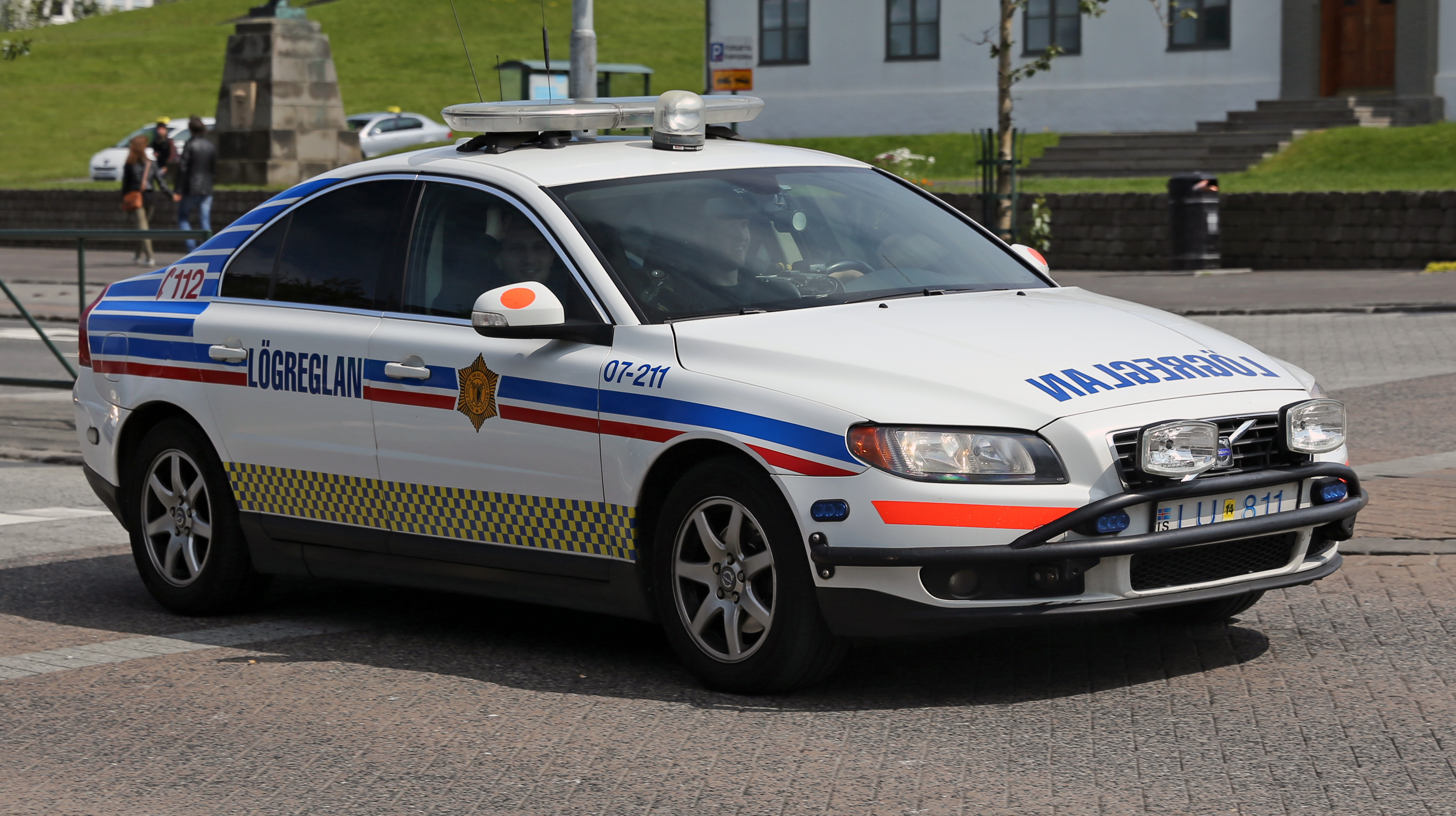
Coche de la Policía de Islandia.

El verdadero poder político que la Oficina del Presidente posee es discutido por los juristas en Islandia; varias disposiciones de la Constitución parecen dar al presidente algunas facultades importantes, pero otras disposiciones y tradiciones lo sitúan en una posición diferente.
Los gobiernos de Islandia casi siempre han estado formados por coaliciones entre dos o más partidos políticos, puesto que ninguno de ellos ha obtenido una mayoría de escaños en el Althing por su propia cuenta. En 1980, los islandeses eligieron a Vigdís Finnbogadóttir como presidenta, la primera mujer en el mundo elegida directamente para ser jefa de Estado; se retiró de su cargo en 1996.
Islandia tiene un sistema político transversalista y multipartidista. Los partidos políticos más relevantes son el Partido de la Independencia (Sjálfstæðisflokkurinn), la Alianza Socialdemócrata (Samfylkingin) y el Movimiento de Izquierda-Verde (Vinstrihreyfingin – grænt framboð). Otros partidos que cuentan con escaños en el Althing incluyen el Partido Progresista (Framsóknarflokkurinn) y El Movimiento (Hreyfingin). Existen otros partidos a nivel municipal, que solo compiten en elecciones para cargos del gobierno local.
Fundada en 1778, la Policía de Islandia es la organización encargada de la aplicación de la ley en todo el territorio nacional, a excepción de aquellos lugares bajo la jurisdicción de la Guardia Costera Islandesa. Este cuerpo policial es administrado por el Ministerio de Justicia y Derechos Humanos, además de tener bajo su supervisión algunos organismos dependientes como el Servicio de Inteligencia Islandés.
Gran parte del equipo utilizado por la Policía de Islandia es importado: las armas provienen de Alemania, Austria y Estados Unidos; los vehículos oficiales son de marcas de origen alemán, japonés, británico, coreano, sueco, estadounidense y checo.

### Relaciones exteriores y fuerzas armadas

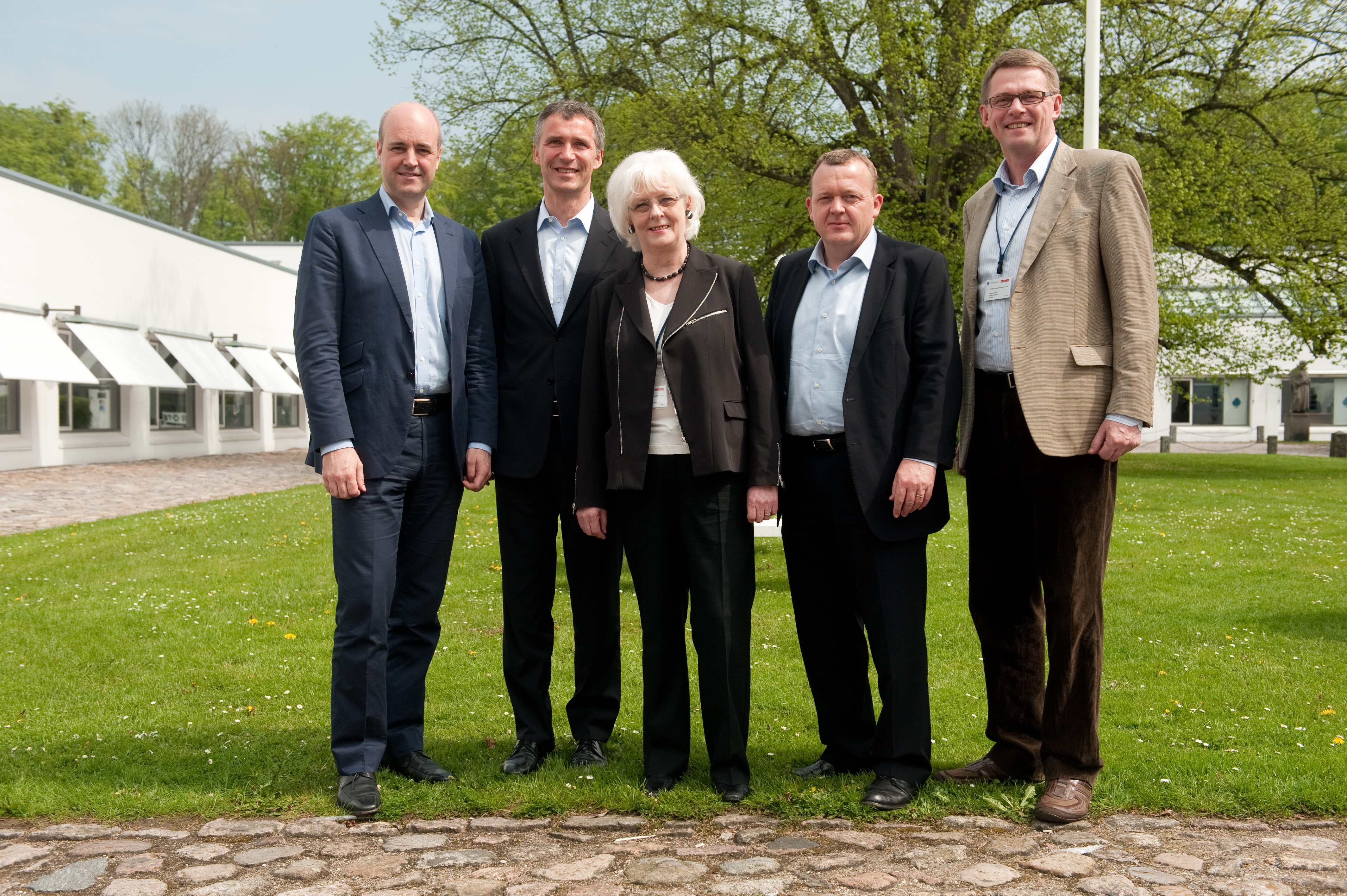
Primeros ministros nórdicos en 2010, con la islandesa Jóhanna Sigurðardóttir en el centro.

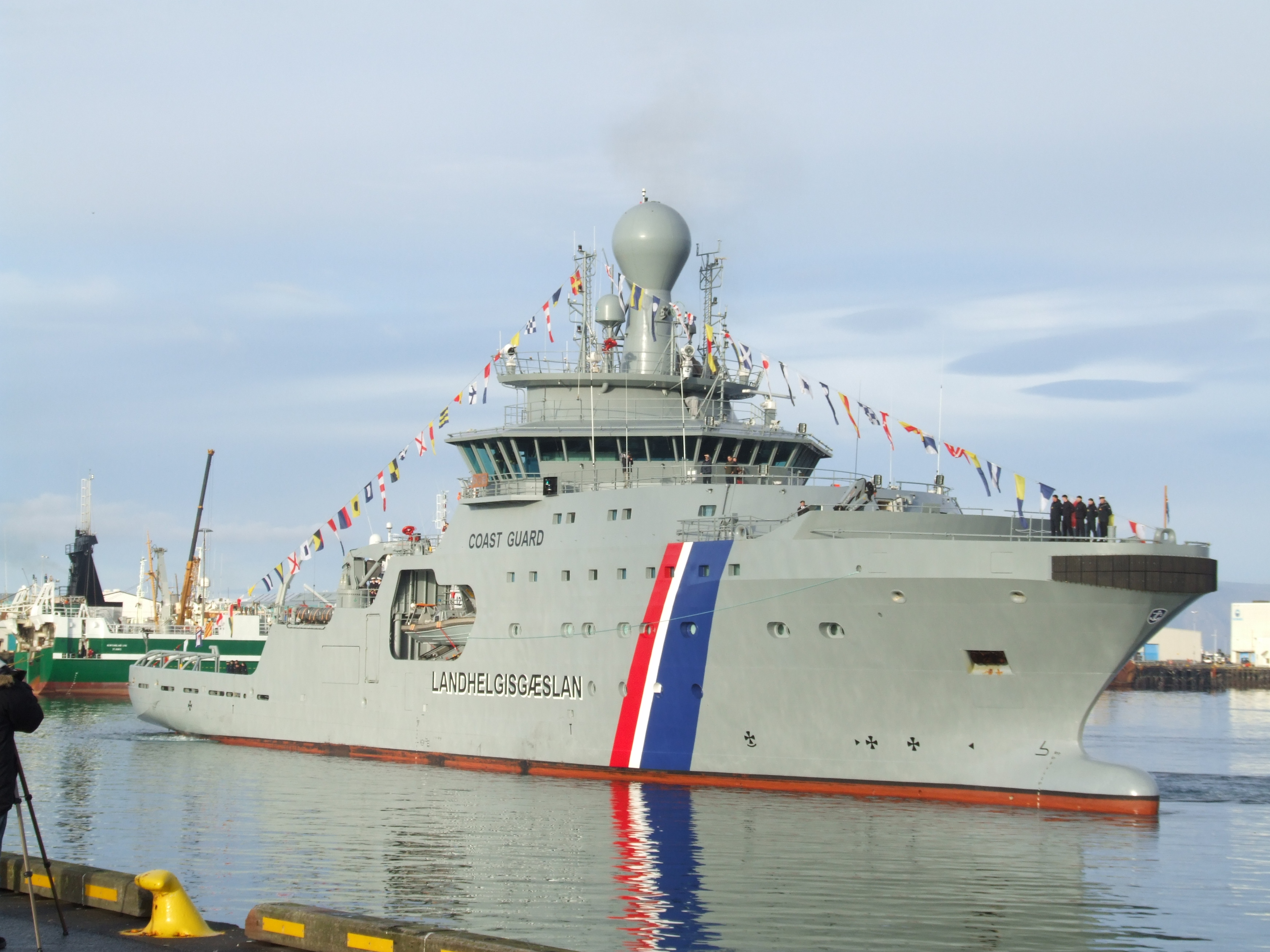
El ICGV Þór (Thor) buque insignia de la Guardia Costera islandesa.

Islandia mantiene relaciones diplomáticas y comerciales con prácticamente todas las naciones, pero sus vínculos con los países nórdicos, Alemania, Estados Unidos, Canadá y otras naciones de la Organización del Tratado del Atlántico Norte son particularmente estrechos. Históricamente y debido a constantes similitudes culturales, económicas y lingüísticas, Islandia es considerado políticamente como uno de los países nórdicos, y participa en la cooperación intergubernamental a través del Consejo Nórdico.
También es miembro del Espacio Económico Europeo (EEE), que permite el acceso del país al mercado interior de la Unión Europea. Sin embargo, Islandia no es un miembro de esta organización, pero en julio de 2009, el Althing votó a favor de la solicitud de adhesión a la Unión Europea. Los funcionarios de este organismo señalaron el 2011 o 2012 como fechas de adhesión posible, aunque se canceló esta idea. El país también es un miembro de la Organización de las Naciones Unidas (ONU), la Asociación Europea de Libre Comercio (AELC) y la Organización para la Cooperación y el Desarrollo Económico (OCDE).
Islandia no cuenta con ningún ejército permanente. La Fuerza Aérea de los Estados Unidos mantuvo de cuatro a seis interceptores en la base de Keflavík hasta el 30 de septiembre de 2006, cuando fueron retirados. Islandia apoyó la invasión de Irak de 2003, a pesar de la controversia surgida en el país, con el despliegue de un equipo de la Guardia Costera, que posteriormente fue sustituido por los miembros de la Unidad de Respuesta a Crisis Islandesa.
Islandia ha participado también en el conflicto en curso en Afganistán y el bombardeo de 1999 sobre la antigua Yugoslavia. A pesar de la actual crisis financiera, el primer bote patrulla fue comprado en abril de 2009, después de décadas sin ninguna adquisición de este tipo.
Históricamente, sus principales controversias internacionales han surgido por desacuerdos sobre los derechos de pesca. La oposición británica a la ampliación de la zona económica exclusiva islandesa llevó a una serie de conflictos con el Reino Unido llamados las «Guerras del Bacalao»: de 1952 a 1956 como resultado de la ampliación de la zona de pesca de Islandia de 5,6 a 7,4 km desde la costa; de 1958 a 1961 tras una nueva prórroga que la extendió a 22,2 km; de 1972 a 1973 con una nueva marca de 92,6 km; y finalmente en 1975 la última extensión hasta 370,4 km.

### Derechos humanos
En materia de derechos humanos, respecto a la pertenencia a los siete organismos de la Carta Internacional de Derechos Humanos, que incluyen al Comité de Derechos Humanos (HRC), Islandia ha firmado o ratificado:
| Islandia | Tratados internacionales | Tratados internacionales    | Tratados internacionales | Tratados internacionales | Tratados internacionales | Tratados internacionales | Tratados internacionales | Tratados internacionales | Tratados internacionales | Tratados internacionales | Tratados internacionales | Tratados internacionales | Tratados internacionales | Tratados internacionales | Tratados internacionales | Tratados internacionales  | Tratados internacionales    | Tratados internacionales    |
| --- | ------------------------ | --------------------------- | ------------------------ | --- | --- | ------------------------ | ------------------------ | ------------------------ | ------------------------ | ------------------------ | ------------------------ | ------------------------ | ------------------------ | ------------------------ | ------------------------ | ------------------------- | --------------------------- | --------------------------- |
| Islandia | CESCR                    | CESCR                       | CCPR                     | CCPR | CCPR | CERD                     | CED                      | CEDAW                    | CEDAW                    | CAT                      | CAT                      | CRC                      | CRC                      | CRC                      | CRC                      | MWC                       | CRPD                        | CRPD                        |
| Islandia | CESCR                    | CESCR-OP                    | CCPR                     | CCPR-OP1 | CCPR-OP2-DP | CERD                     | CED                      | CEDAW                    | CEDAW-OP                 | CAT                      | CAT-OP                   | CRC                      | CRC-OP-AC                | CRC-OP-SC                | CRC-OP-CP                | MWC                       | CRPD                        | CRPD-OP                     |
| Pertenencia | Firmado y ratificado.    | Firmado pero no ratificado. | Firmado y ratificado.    | Islandia ha reconocido la competencia de recibir y procesar comunicaciones individuales por parte de los órganos competentes. | Islandia ha reconocido la competencia de recibir y procesar comunicaciones individuales por parte de los órganos competentes. | Firmado y ratificado.    | Sin información.         | Firmado y ratificado.    | Firmado y ratificado.    | Firmado y ratificado.    | Sin información.         | Firmado y ratificado.    | Firmado y ratificado.    | Firmado y ratificado.    | Sin información.         | Ni firmado ni ratificado. | Firmado pero no ratificado. | Firmado pero no ratificado. |
| Firmado y ratificado, firmado, pero no ratificado, ni firmado ni ratificado, sin información, ha accedido a firmar y ratificar el órgano en cuestión, pero también reconoce la competencia de recibir y procesar comunicaciones individuales por parte de los órganos competentes. |                          |                             |                          | | |                          |                          |                          |                          |                          |                          |                          |                          |                          |                          |                           |                             |                             |

### Igualdad de género
Islandia es ampliamente reconocida por sus avanzadas políticas de igualdad de género. El país ocupa el primer puesto en el Informe Global de Brecha de Género del Foro Económico Mundial de forma ininterrumpida desde el año 2009. Esto se debe principalmente a su destacado desempeño en el subíndice de empoderamiento político. Hasta la fecha, la economía ha cerrado el 95,4 % de la brecha de género en la política, cuatro veces más que el promedio mundial y más del doble que el promedio de sus pares europeos. Islandia ha alcanzado la paridad plena en los cargos ministeriales desde 2024 y en la jefatura de Estado desde 2023. Además, el país cuenta con una larga tradición de liderazgo femenino: Vigdís Finnbogadóttir se convirtió en la primera mujer del mundo en ser elegida presidenta de forma democrática en 1980, estando en el cargo hasta 1996. Katrín Jakobsdóttir ejerció como primera ministra desde 2017 hasta 2024. 
Este avance es el resultado de leyes pioneras implementadas durante décadas. Entre ellas, se incluyen normativas sobre conciliación laboral, la legalización del aborto, la diversidad sexual y la imposición de una cuota de género en todas las empresas. En 2024 las mujeres ocupaban el 49% de escaños en el Parlamento (Althingi) de Islandia y tenían una representación del 40% en los Gobiernos municipales.
A pesar de los logros, Islandia aún enfrenta desafíos. La brecha salarial de género, aunque una de las menores del mundo, persiste, y la violencia de género sigue siendo un problema social. Como muestra de la demanda ciudadana por seguir avanzando, el 24 de octubre de 2023, aproximadamente 100.000 islandesas (más de la mitad femenina del país) participaron en una huelga y manifestación masiva, conocida como "kvennafrí" (Día Libre de las Mujeres), bajo el lema "¿A esto le llamáis igualdad?" para visibilizar y protestar contra estas desigualdades pendientes.

## Organización territorial
Islandia se divide en regiones, circunscripciones, condados y municipios. La primera forma de organización divide al país en ocho regiones, que son utilizadas principalmente para fines estadísticos; las cortes de distrito utilizan una versión más antigua de esta división para definir sus jurisdicciones. Hasta 2003, las circunscripciones para las elecciones parlamentarias se definían por las regiones, pero fueron cambiadas a solo seis. El cambio en esta división fue hecho para equilibrar el peso de las diferentes circunscripciones del país, ya que anteriormente un voto en una de las áreas escasamente pobladas tenía mayor influencia que un voto emitido dentro del área de la capital. Este desequilibrio se redujo con el cambio de circunscripciones, pero aún persiste.
Los veintitrés condados son, para la mayoría, divisiones históricas. Actualmente, el país se divide en 26 magistrados (sýslumenn, singular sýslumaður) que corresponden a los gobiernos locales. Entre sus tareas se encuentran la recaudación de impuestos, el registro civil, etc. Después de una reorganización de las fuerzas del orden en 2007, la cual combinó a los cuerpos policiales de múltiples condados en uno solo, cerca de la mitad de los condados quedaron a cargo de este cuerpo policial unido y sin un gobierno local.
Hay setenta y nueve municipios en Islandia, los cuales regulan asuntos del gobierno local, como las escuelas, el transporte y el uso del suelo. Los municipios son el segundo nivel administrativo de Islandia, ya que los distritos electorales no tienen relevancia más que con fines estadísticos y electorales. Reikiavik es, por mucho, el municipio islandés más poblado, con cerca de cuatro veces la población de Kópavogur, el segundo más poblado.

Divisiones de Islandia
Regiones
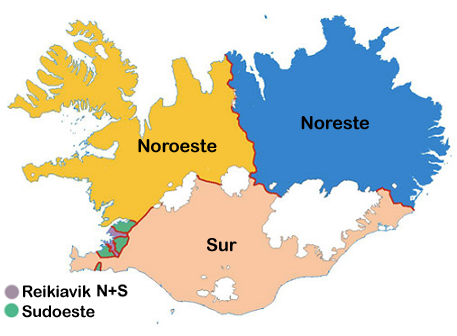
Circunscripciones
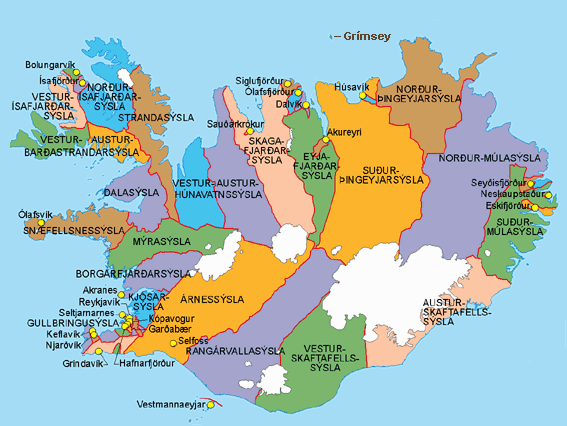
Condados
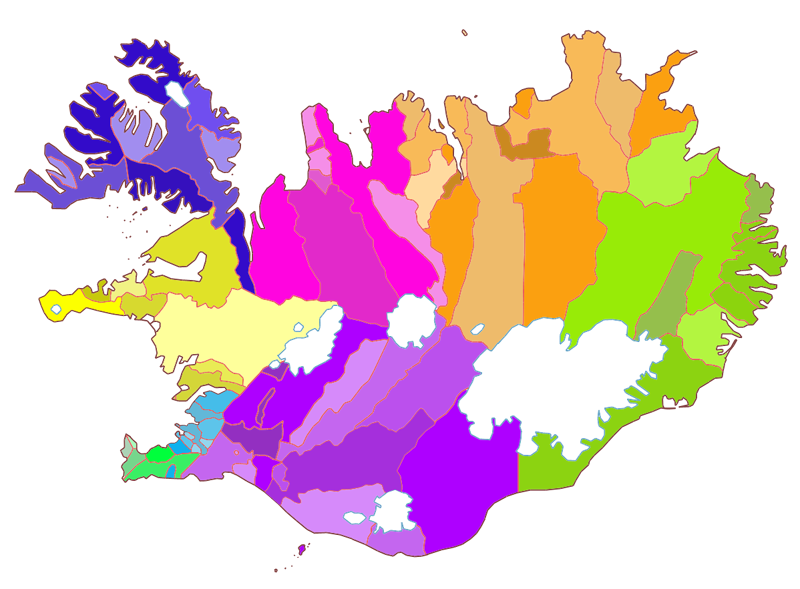
Municipios

## Geografía

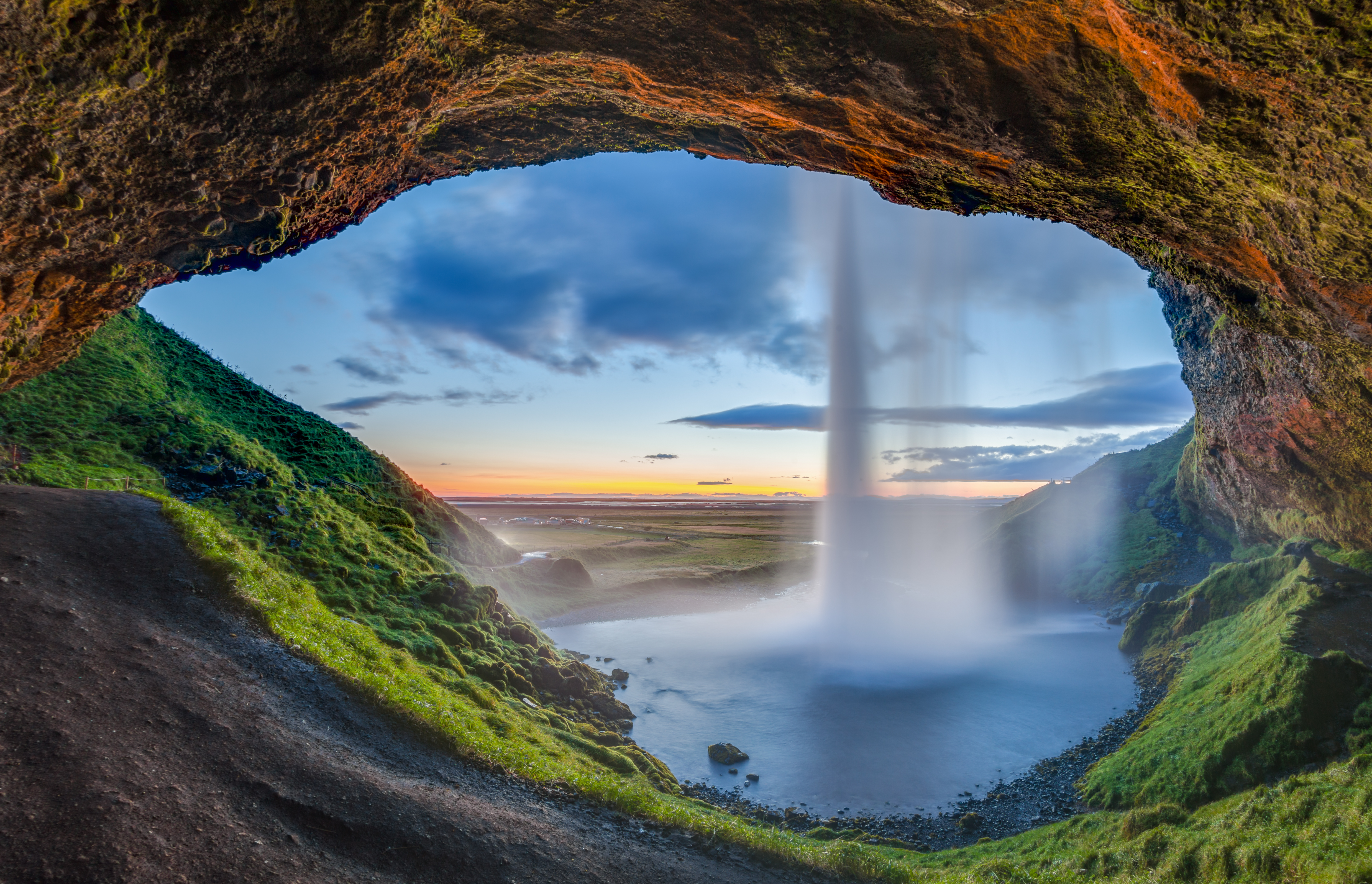
Cascada Seljalandsfoss, en la región de Suðurland.

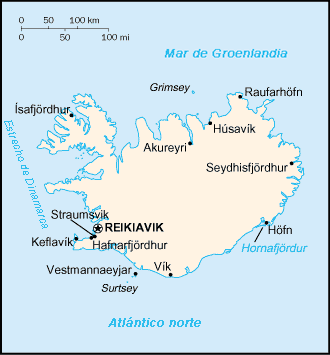
Islandia tiene una superficie de 103 000 km², un área similar a la de Cuba.

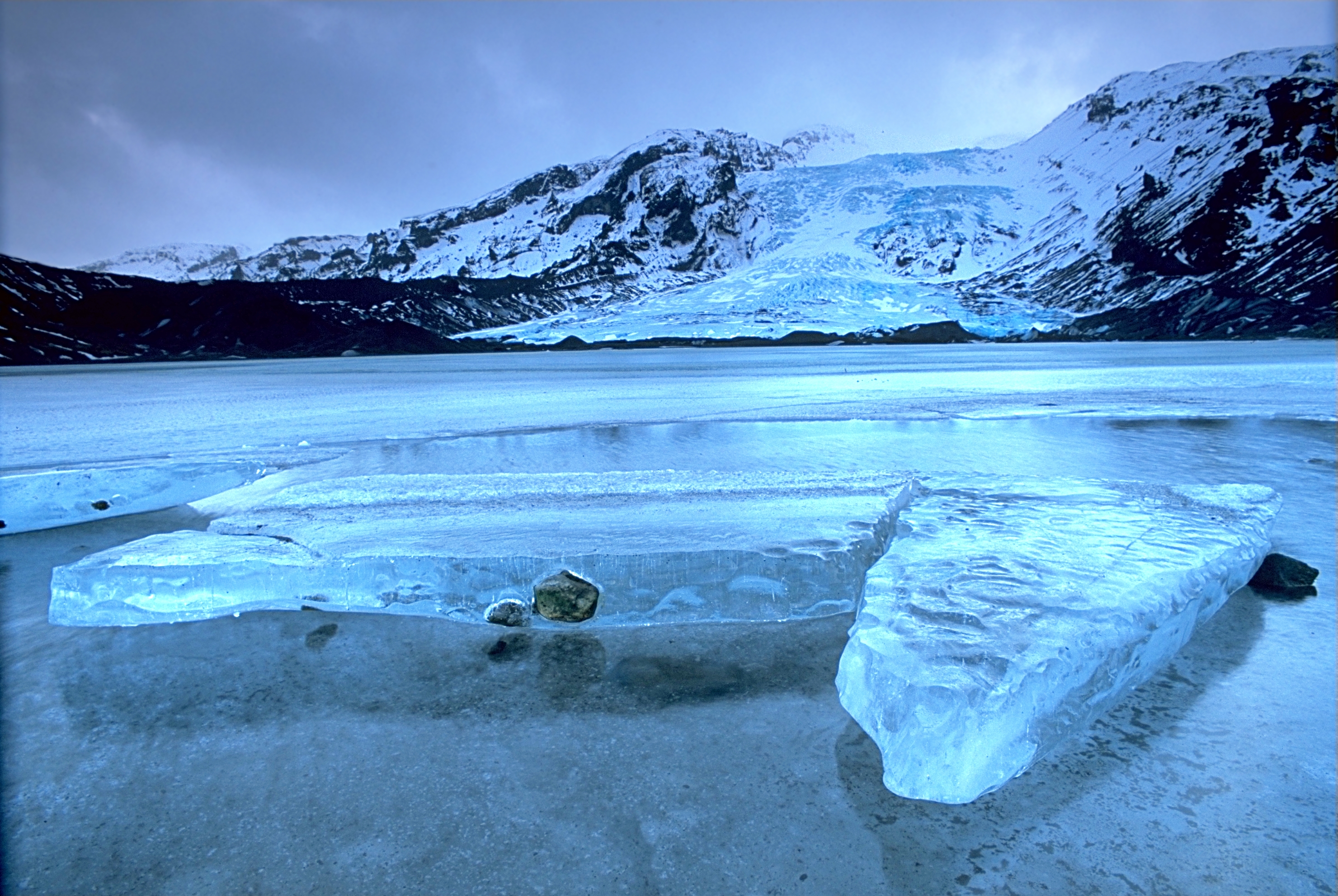
Glaciar del Eyjafjallajökull, el sexto más grande de la isla.

Islandia está situada en el océano Atlántico al sur del círculo polar ártico, que pasa a través de la pequeña isla de Grímsey. A diferencia de Groenlandia, su vecino, forma parte de Europa, no de América del Norte, aunque geológicamente la isla se ubica entre ambas placas continentales.
Las islas más cercanas al país son Groenlandia (a 287 km) y las Islas Feroe (a 420 km). La distancia más cercana a la parte continental de Europa es de 970 km, hacia Noruega.
Islandia es la 18.ª isla más grande del mundo y la segunda más grande de Europa, después de Gran Bretaña. La isla principal cuenta con 101 826 km², pero la superficie total del país asciende a 103 000 km², un área similar a la de Cuba o Guatemala en América. El 62,7 % es tundra. A su alrededor se cuentan hasta 30 islas menores, incluyendo la isla habitada de Grímsey y el archipiélago de las Islas Vestman.
Sus ríos van del centro, donde están las Tierras Altas, hacia el litoral. Los más largos son el Jökulsá á Fjöllum, al noreste, y el Þjórsá, al sur. Otros cursos fluviales son el Hvítá, el Jökulsá á Dal, el Skjálfandafljót, el Blanda y el Fnjóská.

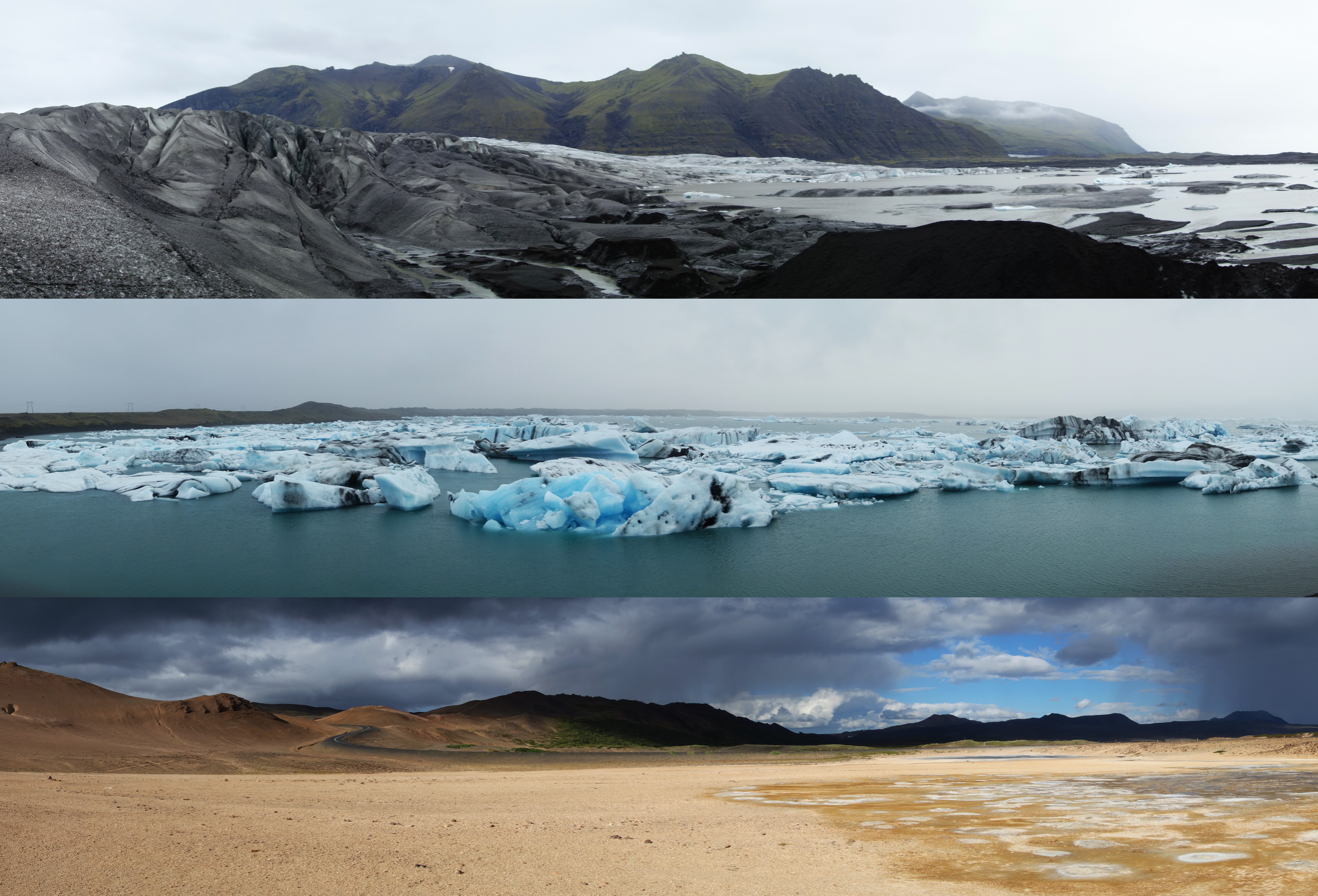
Una muestra de tres paisajes típicos islandeses.

Los lagos y glaciares cubren el 14,3 % del país y solo el 23 % está cubierto por vegetación. El principal glaciar es el Vatnajökull, el mayor de Europa. Otros son el Langjökull, el Hofsjökull, el Mýrdalsjökull, el Drangajökull, el Eyjafjallajökull, el Tungnafellsjökull, el Þórisjökull, el Eiríksjökull y el Þrándarjökull.
Los lagos más grandes son el Þórisvatn con 88 km² y el Þingvallavatn con 82 km². Otros lagos importantes son el Blöndulón, el Hálslón (que es el embalse de la central hidroeléctrica de Kárahnjúkar), el Lögurinn, el Hágöngulón y el Mývatn. El Öskjuvatn es el lago más profundo del país, con 217 m de profundidad.
La isla en sí está compuesta de basalto y lava petrificada con bajos niveles de sílice, además de otros tipos de rocas como las riolitas y las andesitas. Geológicamente, es parte de la dorsal mesoatlántica, la cordillera a lo largo de la cual la corteza oceánica se forma y se propaga. Además, se encuentra sobre un punto caliente, donde el magma se acumula por debajo de la corteza terrestre.

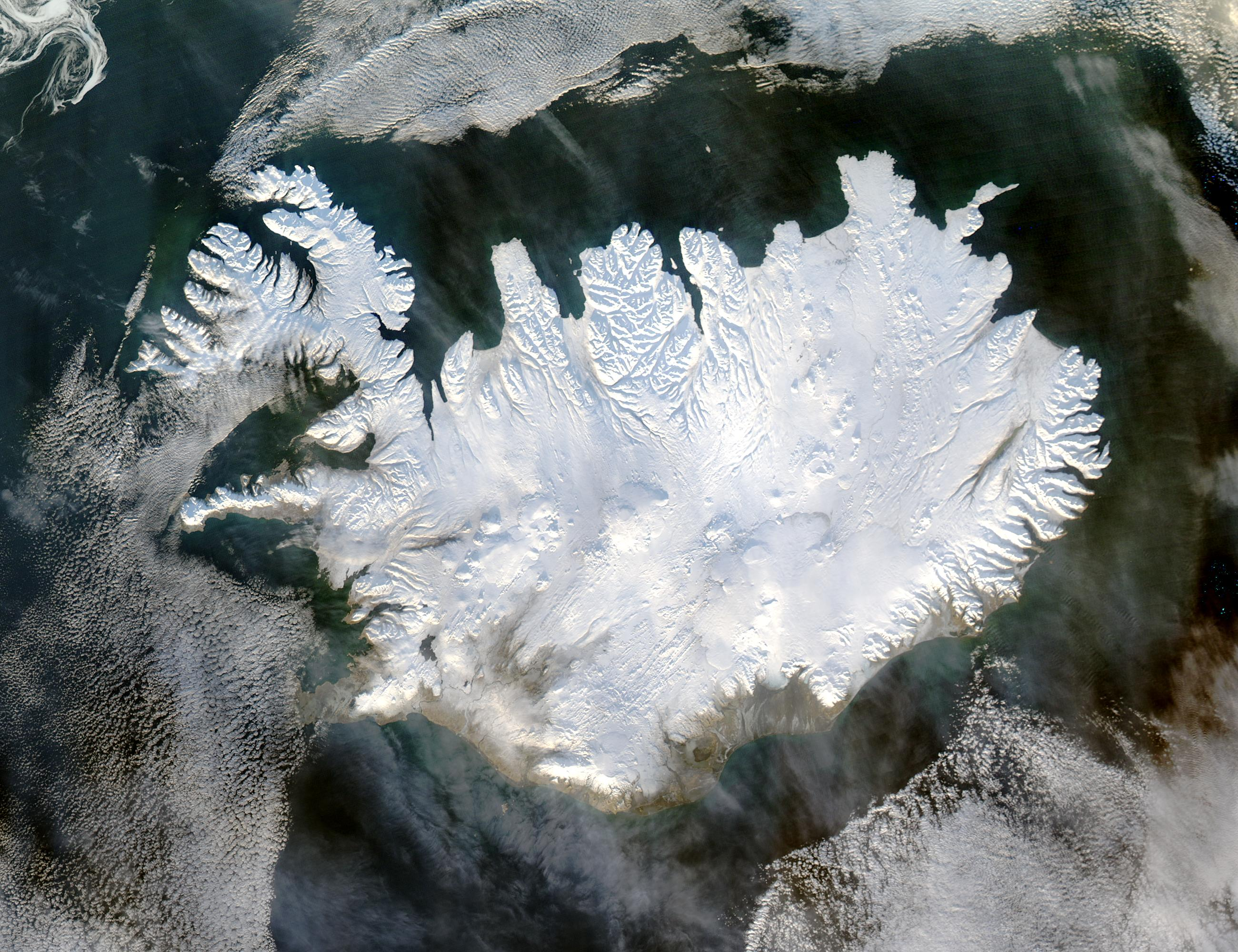
Islandia en invierno. La península de Melrakkaslétta, al nororiente, se encuentra a menos de un kilómetro del círculo polar ártico.

La isla marca el límite entre la Placa Euroasiática y la Placa Norteamericana, ya que ha sido creada por la intensa actividad del vulcanismo en la zona y a lo largo de la dorsal mesoatlántica. Todo esto se traduce en una alta actividad geológica, que da lugar a más de 200 volcanes, destacando el Hekla, Eldgjá, Herðubreið y el Eldfell, así como sismos y géiseres.
En promedio, cada cinco años suele sufrir una erupción volcánica. Muchas de estas erupciones han tenido efectos importantes dentro del país y alrededor del mundo, como por ejemplo la de Laki entre 1783 y 1784, que provocó una hambruna que le causó la muerte a un cuarto de la población local, además de una nube de ceniza volcánica que cubrió partes de Europa, Asia y África.
Entre 1963 y 1968, el material arrojado por la erupción del volcán Surtsey, creó una nueva isla que aún se encuentra entre las más jóvenes del mundo. La erupción del Eyjafjallajökull de 2010, forzó a cientos de personas a abandonar sus hogares y la nube de ceniza resultante de la erupción provocó el cierre del espacio aéreo de gran parte del continente europeo.
Existen muchos fiordos a lo largo de sus 4970 km de litoral, en donde también están situados la mayoría de las ciudades y pueblos principales. El interior de la isla, las tierras altas de Islandia, son una combinación fría e inhabitable de arena y montañas. La isla de Grímsey, justo al sur del círculo polar ártico, contiene la población más septentrional del país. Islandia tiene tres parques nacionales: el parque nacional Vatnajökull, que es el de mayor extensión de Europa y donde se encuentra el glaciar homónimo, el parque nacional de Snæfellsjökull y el parque nacional de Þingvellir.

### Clima
El clima de la costa islandesa se clasifica como subpolar oceánico, es decir, tiene veranos frescos y breves, con inviernos suaves (comparado con otros países europeos) y la temperatura llega a descender hasta -10 °C, en la capital. La corriente cálida del Golfo provoca temperaturas medias anuales mayores que las que se presentan en latitudes similares en otras partes del mundo. Las costas de la isla se mantienen sin hielo durante el invierno, y a pesar de su cercanía al Ártico esto se presenta muy rara vez, siendo la última de ellas registrada en la costa norte, en 1969.
Existen variaciones climáticas entre una parte de la isla y otra. En general, la costa sur es más cálida, húmeda y ventosa que la costa norte. Las tierras bajas en el interior y en el norte de la isla, son más áridas. Las nevadas son más uniformes en el norte que el sur, mientras que las tierras altas del interior de Islandia son la zona más fría de toda la isla.
La temperatura más alta registrada en el país fue de 30,5 °C en Teigarhorn, en la costa sureste, el 22 de junio de 1939. Por otro lado, la más baja fue de -38 °C en Grímsstaðir y Möðrudalur, en el noreste, el 22 de enero de 1918. En Reikiavik, las temperaturas extremas registradas alcanzaron los 26,2 °C, el 30 de julio de 2008, y -24,5 °C, el 21 de enero de 1918.
| Parámetros climáticos promedio de Reikiavik (Islandia) | Parámetros climáticos promedio de Reikiavik (Islandia) | Parámetros climáticos promedio de Reikiavik (Islandia) | Parámetros climáticos promedio de Reikiavik (Islandia) | Parámetros climáticos promedio de Reikiavik (Islandia) | Parámetros climáticos promedio de Reikiavik (Islandia) | Parámetros climáticos promedio de Reikiavik (Islandia) | Parámetros climáticos promedio de Reikiavik (Islandia) | Parámetros climáticos promedio de Reikiavik (Islandia) | Parámetros climáticos promedio de Reikiavik (Islandia) | Parámetros climáticos promedio de Reikiavik (Islandia) | Parámetros climáticos promedio de Reikiavik (Islandia) | Parámetros climáticos promedio de Reikiavik (Islandia) | Parámetros climáticos promedio de Reikiavik (Islandia) |
| Mes                                                    | Ene.                                                   | Feb.                                                   | Mar.                                                   | Abr.                                                   | May.                                                   | Jun.                                                   | Jul.                                                   | Ago.                                                   | Sep.                                                   | Oct.                                                   | Nov.                                                   | Dic.                                                   | Anual                                                  |
| ------------------------------------------------------ | ------------------------------------------------------ | ------------------------------------------------------ | ------------------------------------------------------ | ------------------------------------------------------ | ------------------------------------------------------ | ------------------------------------------------------ | ------------------------------------------------------ | ------------------------------------------------------ | ------------------------------------------------------ | ------------------------------------------------------ | ------------------------------------------------------ | ------------------------------------------------------ | ------------------------------------------------------ |
| Temp. máx. media (°C)                                  | 2                                                      | 3                                                      | 4                                                      | 6                                                      | 10                                                     | 12                                                     | 14                                                     | 14                                                     | 11                                                     | 7                                                      | 4                                                      | 2                                                      | 7.4                                                    |
| Temp. mín. media (°C)                                  | - 2                                                    | - 2                                                    | - 1                                                    | 1                                                      | 4                                                      | 7                                                      | 9                                                      | 8                                                      | 6                                                      | 3                                                      | 0                                                      | - 2                                                    | 2.6                                                    |
| Precipitación total (mm)                               | 89                                                     | 64                                                     | 62                                                     | 56                                                     | 42                                                     | 42                                                     | 50                                                     | 56                                                     | 67                                                     | 94                                                     | 78                                                     | 79                                                     | 779                                                    |
| Días de precipitaciones (≥ 1 mm)                       | 20                                                     | 17                                                     | 18                                                     | 18                                                     | 16                                                     | 15                                                     | 15                                                     | 16                                                     | 19                                                     | 21                                                     | 18                                                     | 20                                                     | 213                                                    |
| Horas de sol                                           | 31                                                     | 56                                                     | 124                                                    | 150                                                    | 186                                                    | 180                                                    | 186                                                    | 155                                                    | 120                                                    | 61                                                     | 30                                                     | 0                                                      | 1279                                                   |
| Humedad relativa (%)                                   | 79                                                     | 75                                                     | 72                                                     | 73                                                     | 67                                                     | 72                                                     | 72                                                     | 71                                                     | 73                                                     | 78                                                     | 80                                                     | 80                                                     | 74.3                                                   |
| [cita requerida]                                       |                                                        |                                                        |                                                        |                                                        |                                                        |                                                        |                                                        |                                                        |                                                        |                                                        |                                                        |                                                        |                                                        |

### Flora y fauna

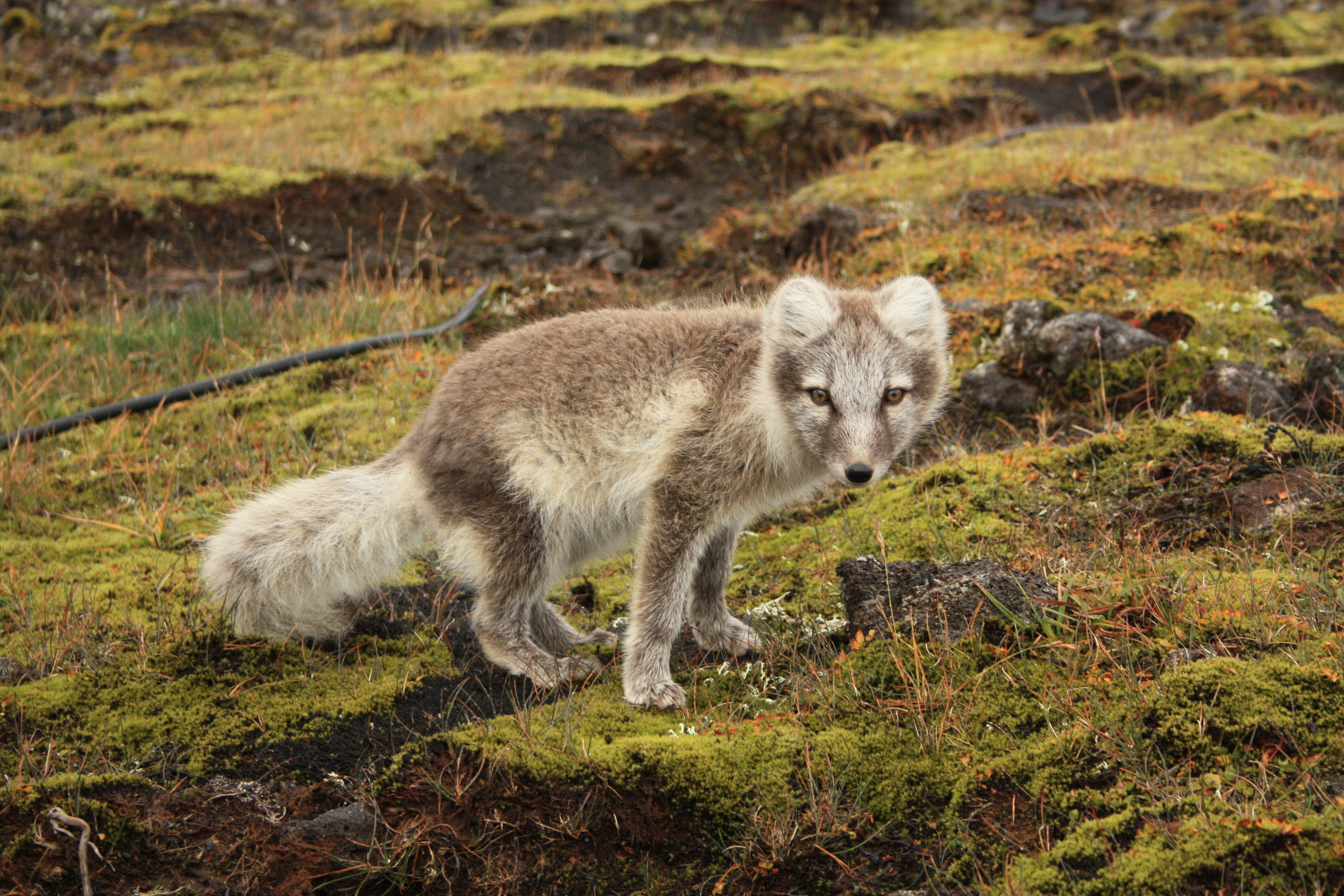
Zorro polar en Islandia.

Pocas plantas y animales han emigrado a la isla o evolucionado localmente desde la última glaciación, hace 10 000 años. Entre su fauna, se cuentan alrededor de 1300 especies conocidas de insectos, que es un número bastante bajo en comparación con otros países (más de un millón de especies han sido descubiertas en todo el mundo).
Cuando los primeros humanos llegaron a sus tierras, el único mamífero existente era el zorro polar, que llegó a la isla al final de la edad de hielo, caminando sobre el mar congelado. No existen reptiles nativos o anfibios en la isla, pero existen varias especies de mamíferos marinos.

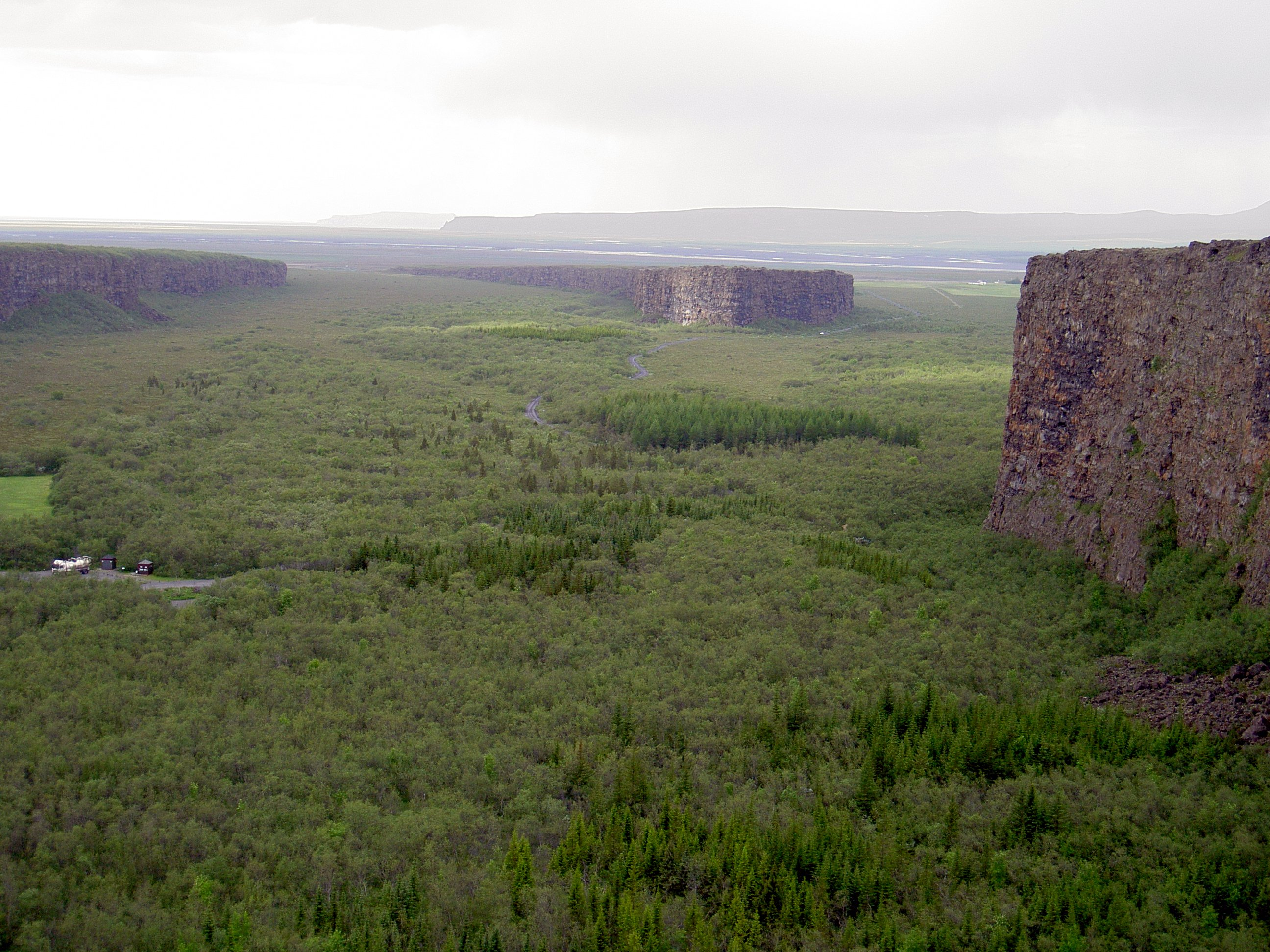
Vista general del bosque Ásbyrgisskógur desde la cima del Ásbyrgi.

Fitogeográficamente, Islandia pertenece a la provincia ártica de la Región Circumboreal dentro del Reino Holártico. Aproximadamente las tres cuartas partes de la isla son áridas; la vida vegetal se compone principalmente de prados que regularmente son utilizados para el ganado.
El árbol nativo más numeroso es el abedul del norte (Betula pubescens), que anteriormente formaba un gran bosque que se extendía sobre gran parte de Islandia, junto con el álamo temblón (Populus tremula), el capudre (Sorbus aucuparia), el enebro (Juniperus communis) y otros árboles más pequeños.
Los asentamientos humanos permanentes han perturbado considerablemente el ecosistema aislado de suelos volcánicos y con una diversidad de especies muy limitada.
Durante siglos, los bosques fueron muy explotados para obtener leña y madera. La deforestación causó una pérdida crítica de cubierta vegetal debido a la erosión, lo que reduce la capacidad del suelo para mantener nuevas formas de vida.
Hoy en día, solo existen unos pocos abedules pequeños entre sus 59 reservas naturales aisladas. La plantación de nuevos bosques ha aumentado el número de árboles, pero no se compara con los bosques originales. Algunos de los bosques plantados incluyen nuevas especies extranjeras.

### Animales

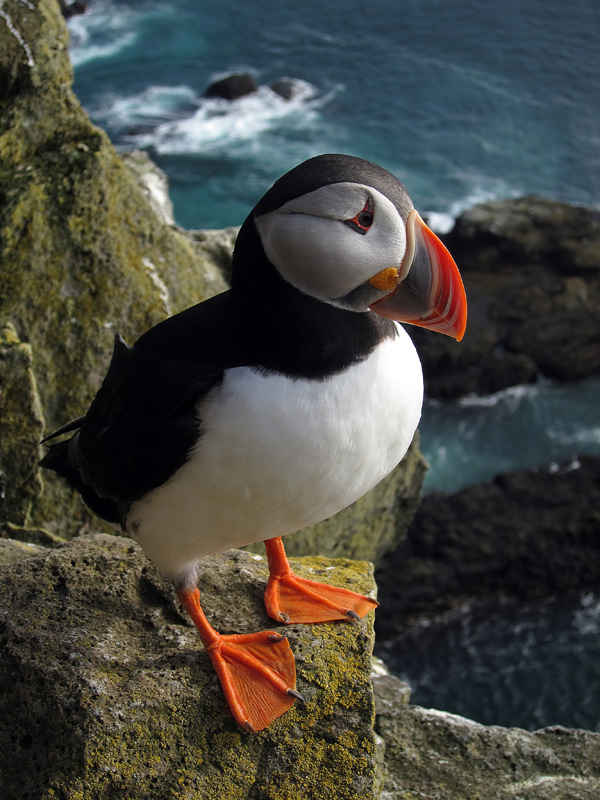
Frailecillo (Fratercula arctica).

Las aves, especialmente las aves marinas, son una parte muy importante de la vida animal de Islandia. Durante los meses de verano, la isla es elegida como lugar de cría por muchas especies de aves marinas migratorias como el frailecillo, fulmar boreal y gaviota tridáctila.
Entre las aves de interior son fácilmente observables el zarapito trinador, el lagópodo nival y el zorzal alirrojo.
El único mamífero terrestre autóctono es el zorro ártico. Otros mamíferos introducidos que se han asilvestrado son el visón, ratón de campo, ratas, conejos y renos.
Varias especies de cetáceos son comunes en las aguas islandesas como la ballena jorobada, ballena azul, rorcual aliblanco y delfín de hocico blanco, entre otras. La caza comercial de ballenas se practica de forma intermitente junto con la caza científica de estos animales.
Las focas pueblan las costas y lagos glaciares costeros de Islandia, destacando la foca común.

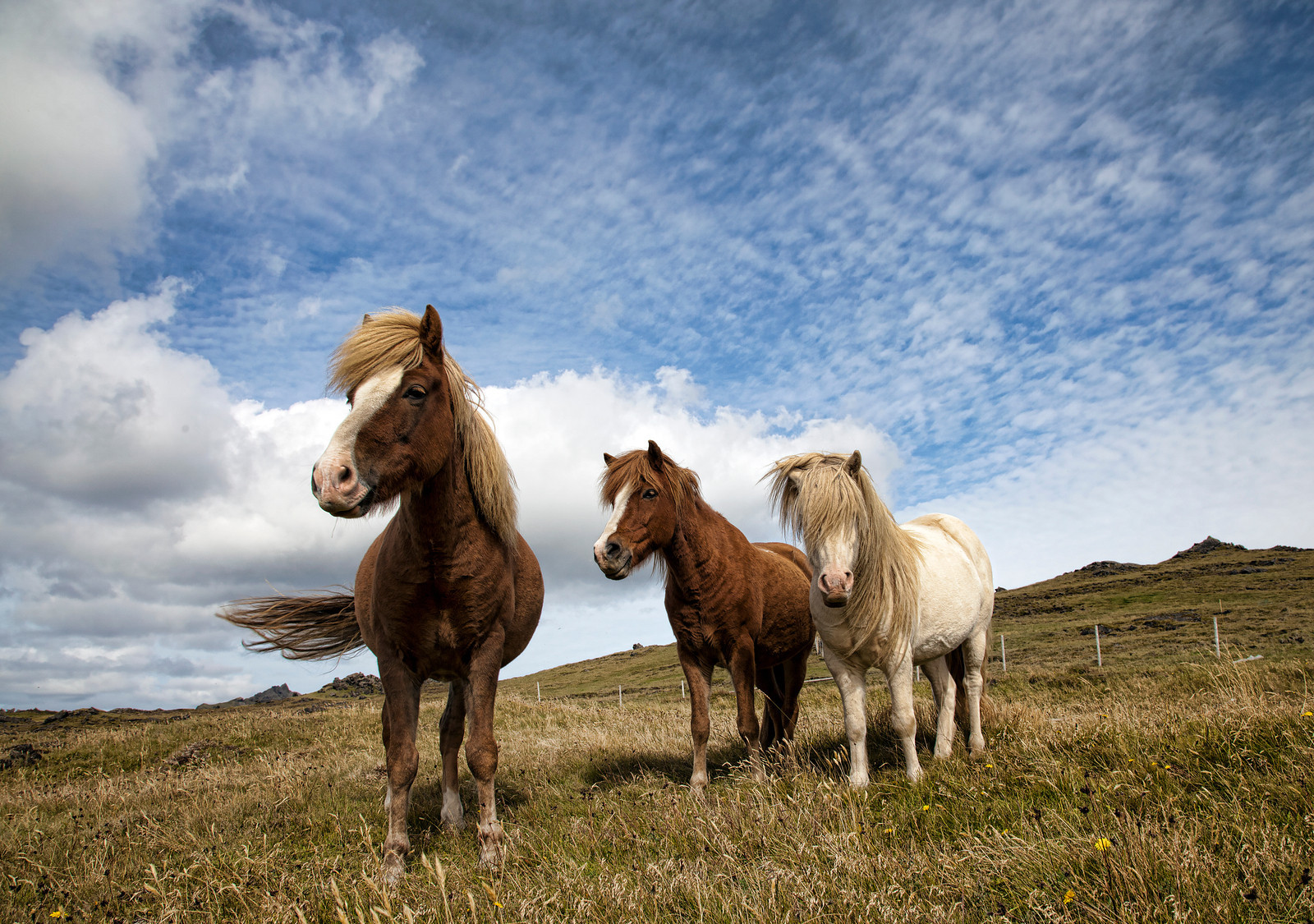
Caballos islandeses.

Los osos polares ocasionalmente visitan la isla, viajando con algunos hielos procedentes de Groenlandia. En junio de 2008, dos osos polares fueron cazados en el mismo mes.
Los animales domésticos de Islandia incluyen ovejas, reses, pollos, cabras, el caballo islandés y el pastor islandés.
Muchas variedades de peces viven en las aguas del océano que rodea a Islandia y la industria pesquera es un principal contribuyente a la economía, que representan más de la mitad de las exportaciones totales del país.

## Economía
En 2008, el PIB nominal per cápita de Islandia fue el séptimo más alto del mundo (US$ 55 462), y el decimocuarto más alto en términos de paridad de poder adquisitivo (US$ 36 769). Excepto por sus abundantes fuentes de energía hidroeléctrica y geotérmica, Islandia carece de recursos naturales; históricamente su economía depende en gran medida de la industria pesquera, que todavía aporta el 40 % de los ingresos de exportación y emplea el 7 % de la fuerza de trabajo.

Evolución del PIB per cápita en el norte de Europa desde 1950 (De arriba abajo: Noruega, Dinamarca, Suecia, Islandia y Finlandia).

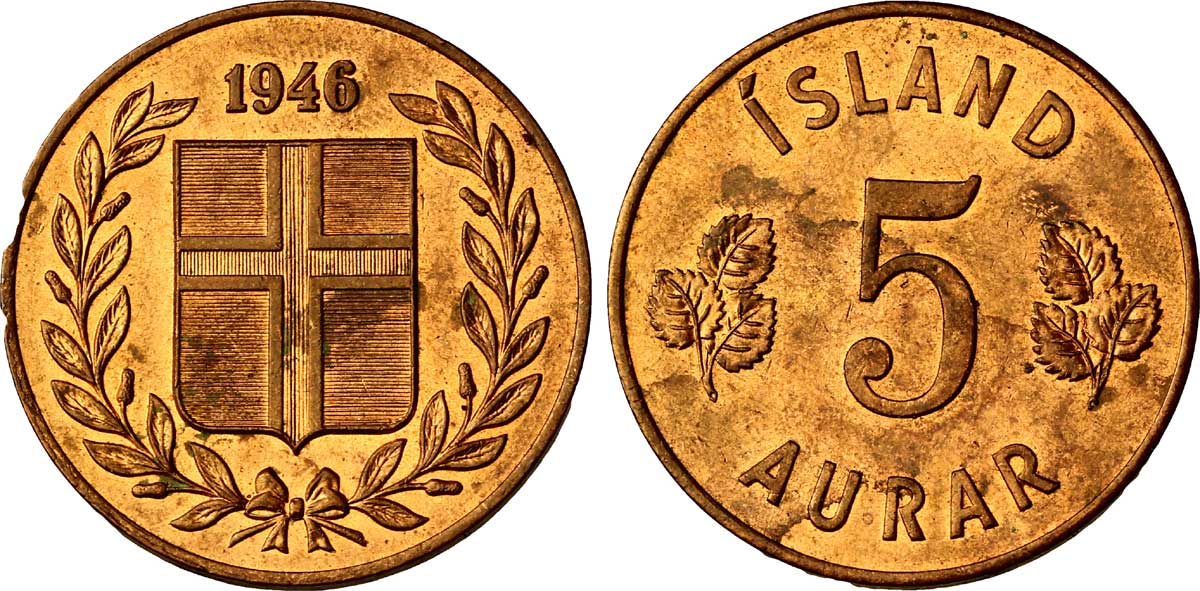
Moneda de Islandia.

La economía es vulnerable a la disminución de los recursos pesqueros y a la caída de los precios mundiales de sus principales exportaciones: pescado, productos marinos, aluminio y ferrosilicio. Pese a que aún depende en gran medida de la pesca, esta actividad está disminuyendo su importancia, desde un 90 % del total de las exportaciones que representaba en 1960, hasta el nivel del 40 % que tuvo en 2006.
Hasta el siglo XX, Islandia fue un país bastante pobre. Sin embargo, su gran crecimiento económico le llevó a ocupar el primer lugar en el informe de la ONU sobre el Índice de Desarrollo Humano de 2007/2008, y la 14.ª esperanza de vida más alta en el mundo con un promedio de 80,67 años. Muchos partidos políticos siguen estando en contra del acceso de Islandia a la Unión Europea, principalmente debido a la preocupación de los islandeses por perder el control sobre su economía y recursos naturales.

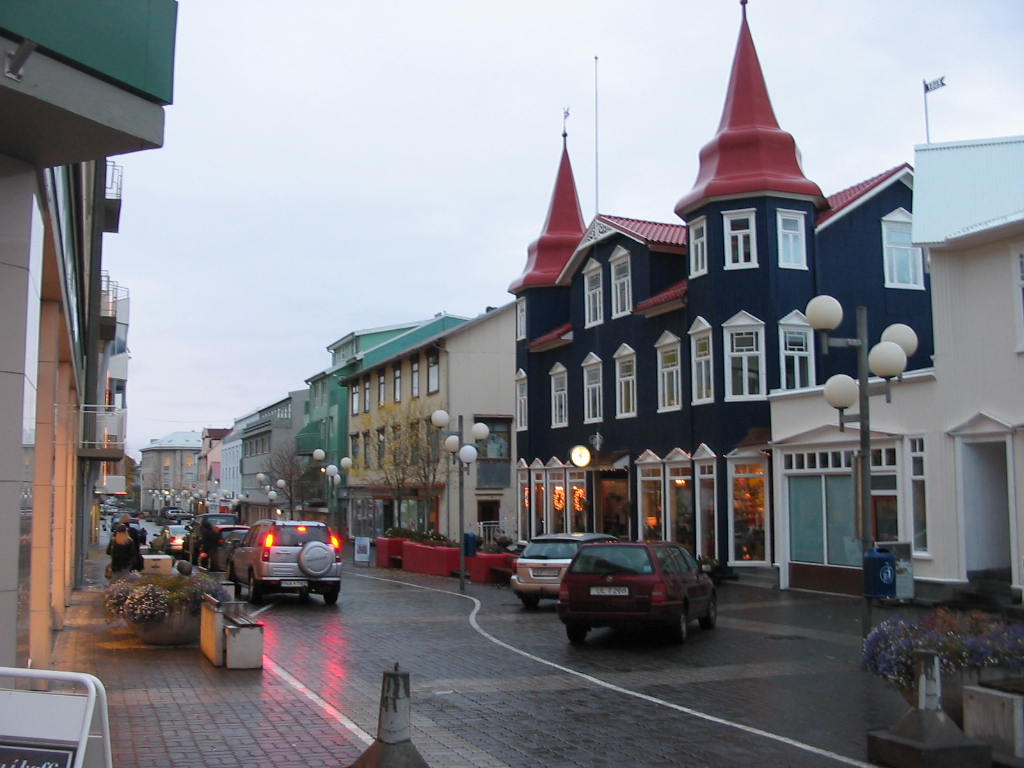
Akureyri es la localidad más grande fuera del área de Reikiavik. La mayor parte de las localidades rurales vive de la pesca, la cual provee el 40 % de las exportaciones.

La moneda de Islandia es la corona islandesa (ISK). Una amplia encuesta, lanzada el 11 de septiembre de 2007 por la empresa Capacent Gallup, demostró que el 53 % de los encuestados estaban a favor de la adopción del euro, un 37 % estaba en contra y el 10 % indeciso. En la última década, la economía islandesa se fue diversificando hacia el área de la manufactura y el sector servicios, incluyendo la producción de software, la biotecnología y los servicios financieros.
A pesar de la decisión de reanudar la caza comercial de ballenas en 2006, el sector del turismo se está expandiendo con las crecientes tendencias del ecoturismo y la observación de ballenas. La agricultura y ganadería de Islandia se basan principalmente en la producción de patatas, verduras (en invernaderos), productos lácteos y carne de cordero. El centro financiero del país es Borgartún, ubicado en la capital, el cual alberga un gran número de empresas y tres bancos de inversión. La Bolsa de valores de Islandia (SIE), se estableció en 1985.

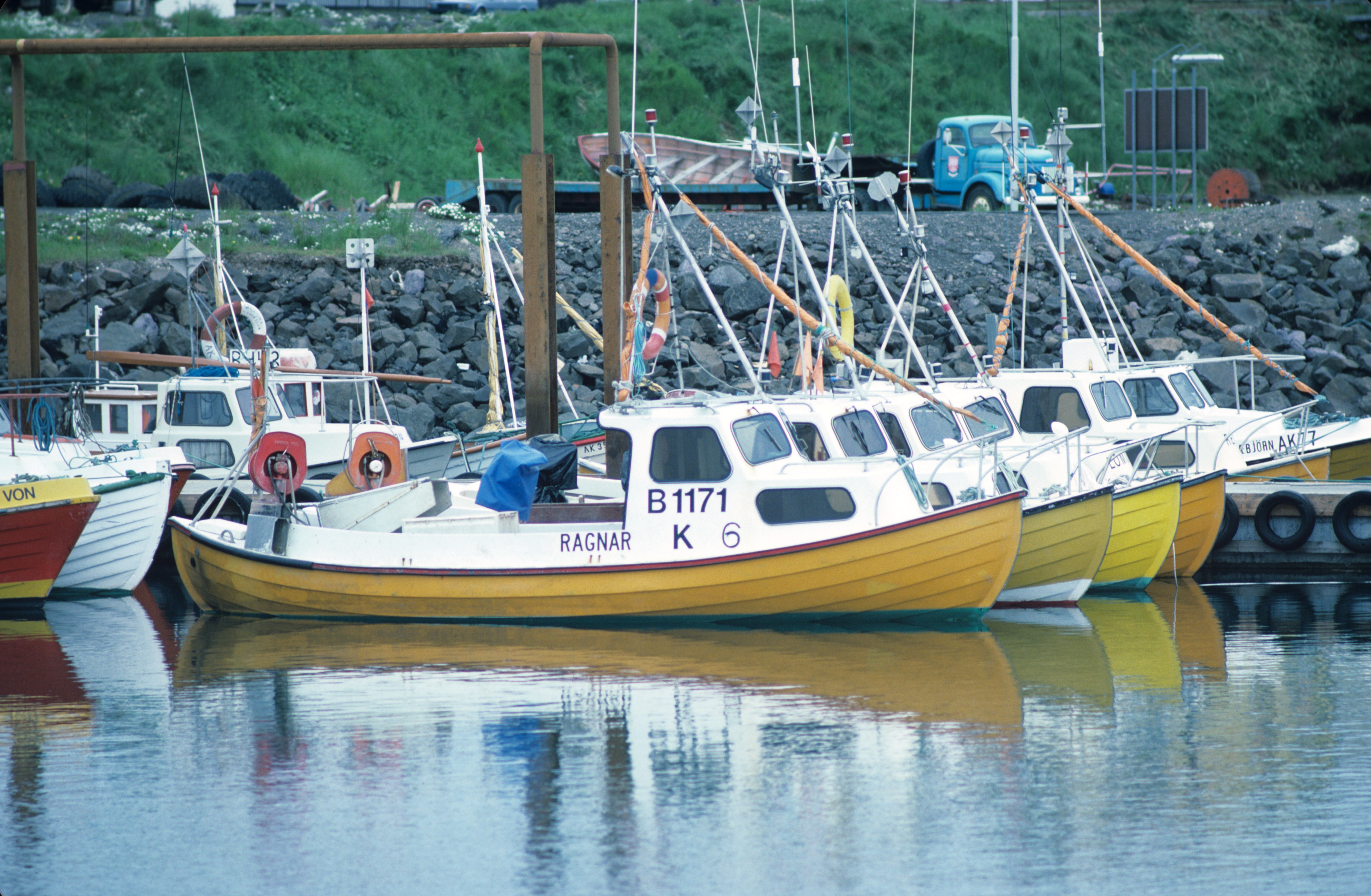
Barcos de pesca en Akranes.

El sistema fiscal de Islandia tiene uno de sus pilares fundamentales en la imposición sobre la renta de las personas físicas. En 2008, la tasa media de este impuesto fue del 35,72 %, descompuesta en un tipo estatal del 22,75 % y uno municipal del 12,97 %. La tasa de impuesto de sociedades es del 18 %, una de las más bajas del mundo. También destaca el impuesto al valor agregado con un tipo del 24,  %. En 2006 se eliminó el impuesto sobre el Patrimonio. Los reglamentos laborales son relativamente flexibles. Los derechos de propiedad son fuertes e Islandia es uno de los pocos países donde se aplican a la gestión pesquera. Los contribuyentes pagan subsidios distintos entre sí, similar a lo que ocurre en países con estado de bienestar, aunque el gasto es menor que en la mayoría de países europeos.

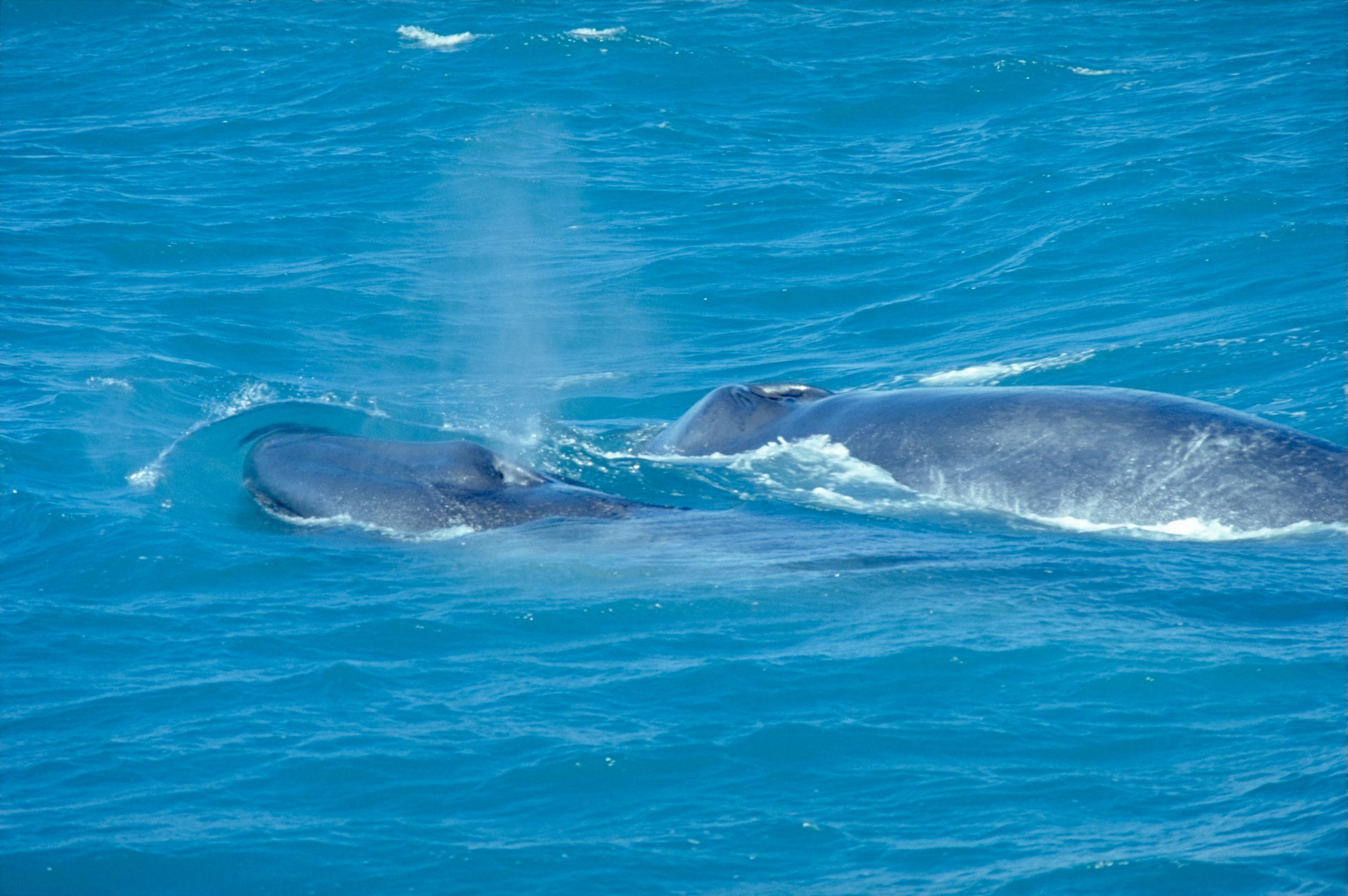
Ballenas en Islandia.

Según la OCDE, la protección pública del sector agrícola es la más alta entre los países de esta organización, lo que significa un impedimento para un cambio estructural económico. Además, la atención de la salud y el gasto en la educación tienen una inversión relativamente pobre para los estándares de la OCDE. El Estudio Económica de Islandia 2008 publicado por esta organización destacó los desafíos que enfrenta Islandia en la moneda y en la política macroeconómica.
La economía de Islandia fue gravemente golpeada por la crisis económica de 2008-2010, debido al colapso de su sistema bancario y la subsecuente crisis económica. Antes de la quiebra de los tres bancos más grandes del país, Glitnir, Landsbanki y Kaupthing, su deuda combinada excedía en más de seis veces el PIB nacional de US$ 19 000 millones. La Autoridad Supervisora Financiera de Islandia utilizó el permiso otorgado por el Althing para nacionalizar los tres bancos.

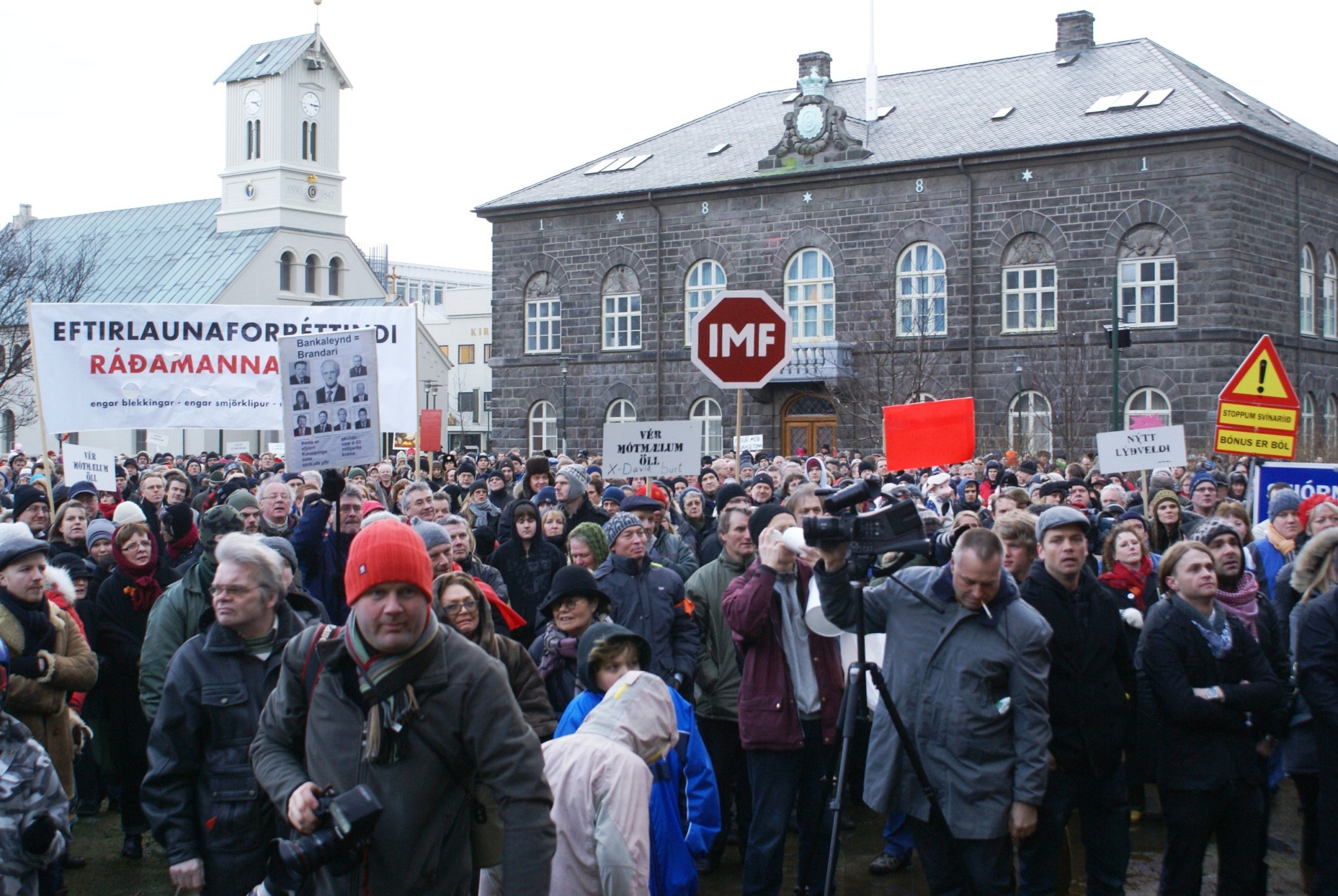
Protestas en Reikiavik por la crisis económica de 2008.

El 28 de octubre de 2008, el gobierno islandés aumentó la tasa de interés a un 18 %, un movimiento obligado para poder conseguir un préstamo del Fondo Monetario Internacional. La inyección de dinero por parte del FMI resultó insuficiente, pero el comercio de coronas islandesas finalmente se restableció, con una devaluación que llevó a la moneda islandesa de una tasa de cambio de 70 ISK por euro a 250 ISK por euro. Esta devaluación permitió relanzar las exportaciones, principalmente de pescado y aluminio. El gobernador del Banco Central de Islandia declaró que el gobierno también acudió a Rusia para obtener un préstamo adicional de 4 000 millones de euros.
El 26 de enero de 2009, el gobierno de coalición colapsó debido al descontento de la ciudadanía con la gestión de la crisis. A la semana siguiente, se formó un nuevo gobierno de izquierda que inmediatamente destituyó al gobernador del Banco Central, Davíð Oddsson, y varios de sus homólogos de otros bancos privados en quiebra. En las elecciones generales de abril de 2009, una mayoría de izquierdas se instaló en el parlamento y Johanna Siguroardottir fue elegida para encabezar el gobierno.
En 2010, se establece una asamblea constituyente de 25 miembros, «ciudadanos de a pie», para reformar la Constitución del país. Ese mismo año, el gobierno sometió a referéndum el pago de la deuda contraida por los bancos privados islandeses en quiebra con ahorradores del Reino Unido y Países Bajos, pero el 90 % de los ciudadanos se negó a asumirla. Solo fueron compensados los ahorradores islandeses afectados por la quiebra del banco Icesave.

## Infraestructura

### Transporte

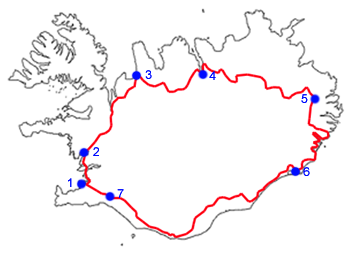
Hringvegur con algunas de las localidades que atraviesa:
1.Reikiavik, 2.Borgarnes, 3.Blönduós, 4.Akureyri,
5.Egilsstaðir, 6.Höfn, 7.Selfoss.

Islandia tiene un alto índice de automóviles per cápita: hay 1,5 vehículos para cada habitante, haciendo de este el principal medio de transporte. El país tiene 13 034 km de caminos, de los cuales 4617 km están pavimentados y los 8338 km restantes no. La mayoría de estos caminos sin pavimentar se encuentran en las áreas rurales y en pueblos pequeños. Los límites de velocidad son de 50 km/h en las ciudades, 80 km/h en caminos dentro de las zonas rurales y 90 km/h para las carreteras. En Islandia no existen vías férreas.

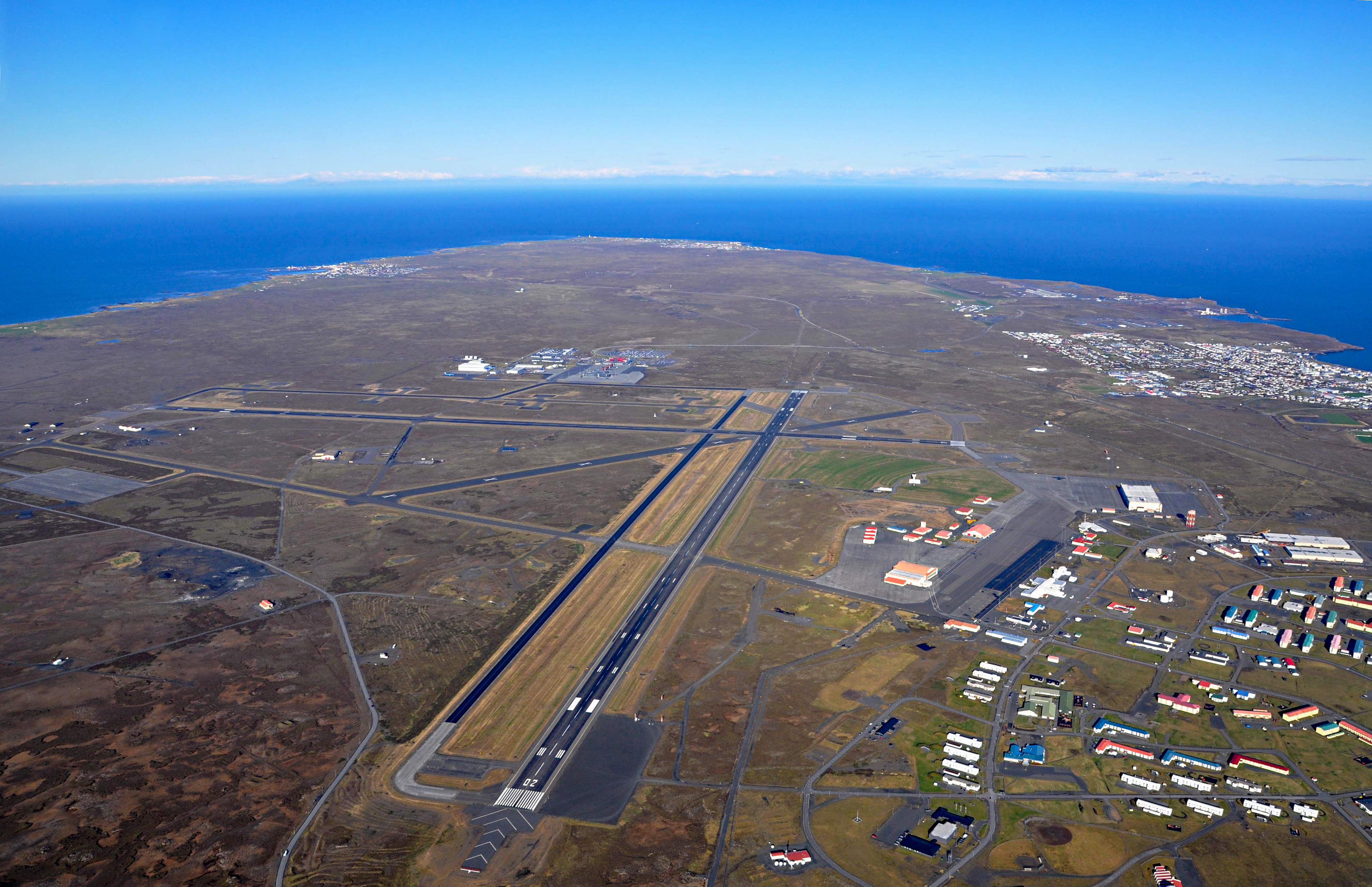
Pista del Aeropuerto Internacional de Keflavík.

Þjóðvegur 1 o Hringvegur, completada en 1974, es la principal vía terrestre que corre alrededor de todo el país, conectando todas las partes habitadas de la isla. Esta vía, en su mayoría pavimentada, posee 1337 km de largo y un carril para cada dirección, excepto en las cercanías de las grandes poblaciones y en el túnel de Hvalfjörður, donde cuenta con más. Posee varios puentes, especialmente en el norte y el este, que solo poseen un carril y que están elaborados con madera o acero. En años recientes, se han construido varios túneles, lo que ha acelerado las comunicaciones.
El principal centro de conexión para el transporte internacional es el Aeropuerto Internacional de Keflavík, que atiende la demanda de Reikiavik y al resto del país; se encuentra ubicado a 48 km al oeste de la capital. Los vuelos nacionales, hacia Groenlandia y a las Islas Feroe son controlados desde el Aeropuerto de Reikiavik, el cual se encuentra cerca del centro de la ciudad. Existen 103 aeropuertos y pistas de aterrizaje registradas en Islandia; la mayoría de ellas sin pavimentar y localizadas en las áreas rurales. El aeropuerto más grande es el de Keflavík, y la pista de aterrizaje más grande es la de Geitamelur, una serie de cuatro pistas con alrededor de 100 km de extensión, ubicada al este de Reikiavik, utilizada exclusivamente para los planeadores.

### Energía

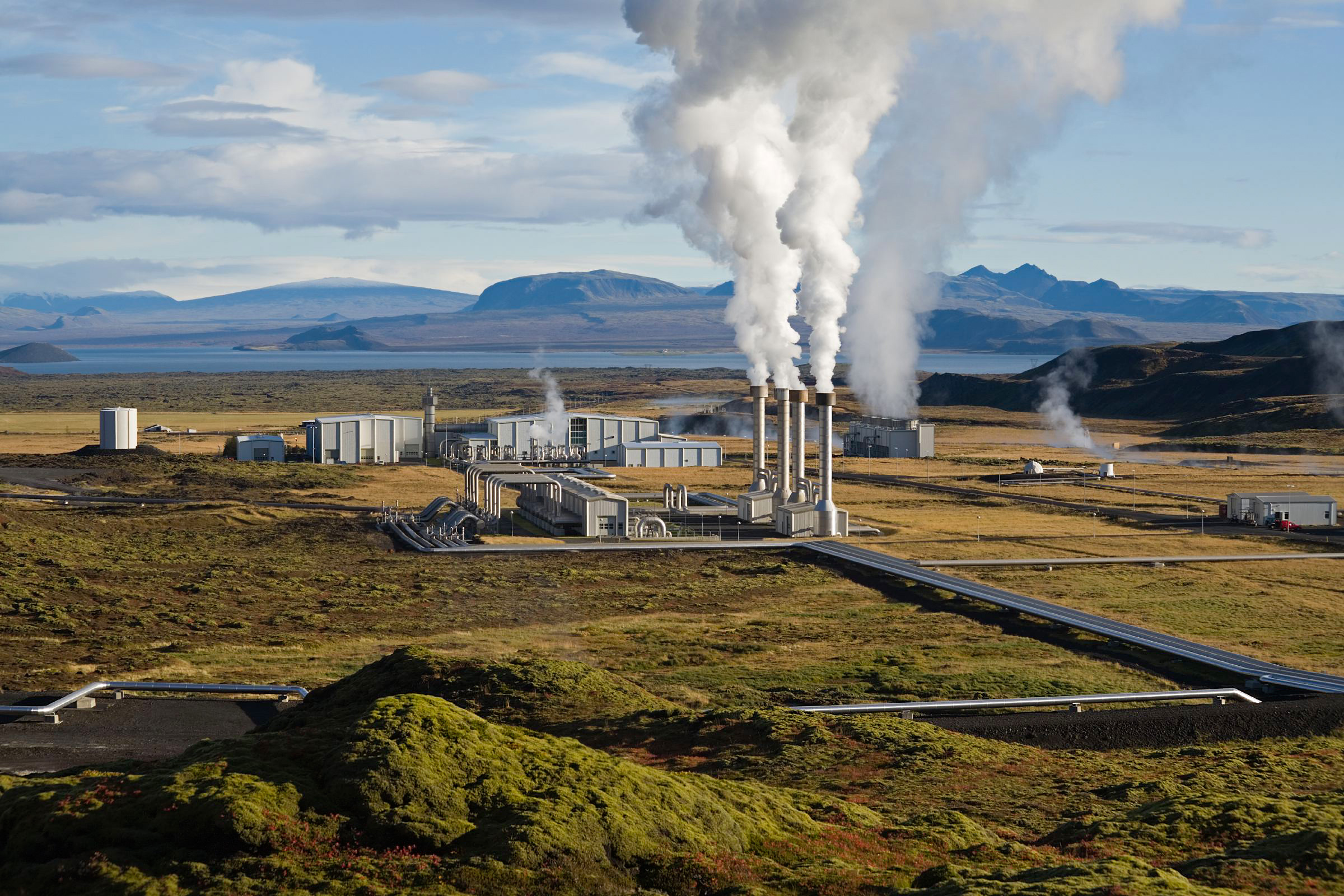
La Central Geotérmica de Nesjavellir. Prácticamente, toda la electricidad de Islandia proviene de fuentes de energía renovable.

Las fuentes de energía renovables, principalmente la geotérmica y la hidráulica, proveen toda la electricidad requerida en el país además de cerca del 80 % de toda la energía utilizada por los islandeses, siendo el 20 % restante la que proviene de los combustibles importados utilizados para el transporte y la navegación.
Islandia espera ser autosuficiente en energía para el año 2050. Las centrales geotérmicas más grandes en el país son las de Hellisheiði y Nesjavellir, de la compañía estatal Orkuveita Reykjavíkur, mientras que la central hidroeléctrica de Kárahnjúkar es la más grande de su tipo. La energía geotérmica es producida por la alta actividad volcánica en el subsuelo de la isla, que además de brindar energía eléctrica a los hogares islandeses, proporciona calefacción y agua caliente gratuita.
Islandia nunca ha producido petróleo o gas natural. El 22 de enero de 2009, el gobierno anunció que concederá una serie de licencias para la exploración marítima en busca de reservas de hidrocarburos en la región noreste del país, conocida como Área Dreki. Islandia es uno de los pocos países que cuenta con estaciones de hidrógeno para vehículos con pila de combustible.

### Medios de comunicación

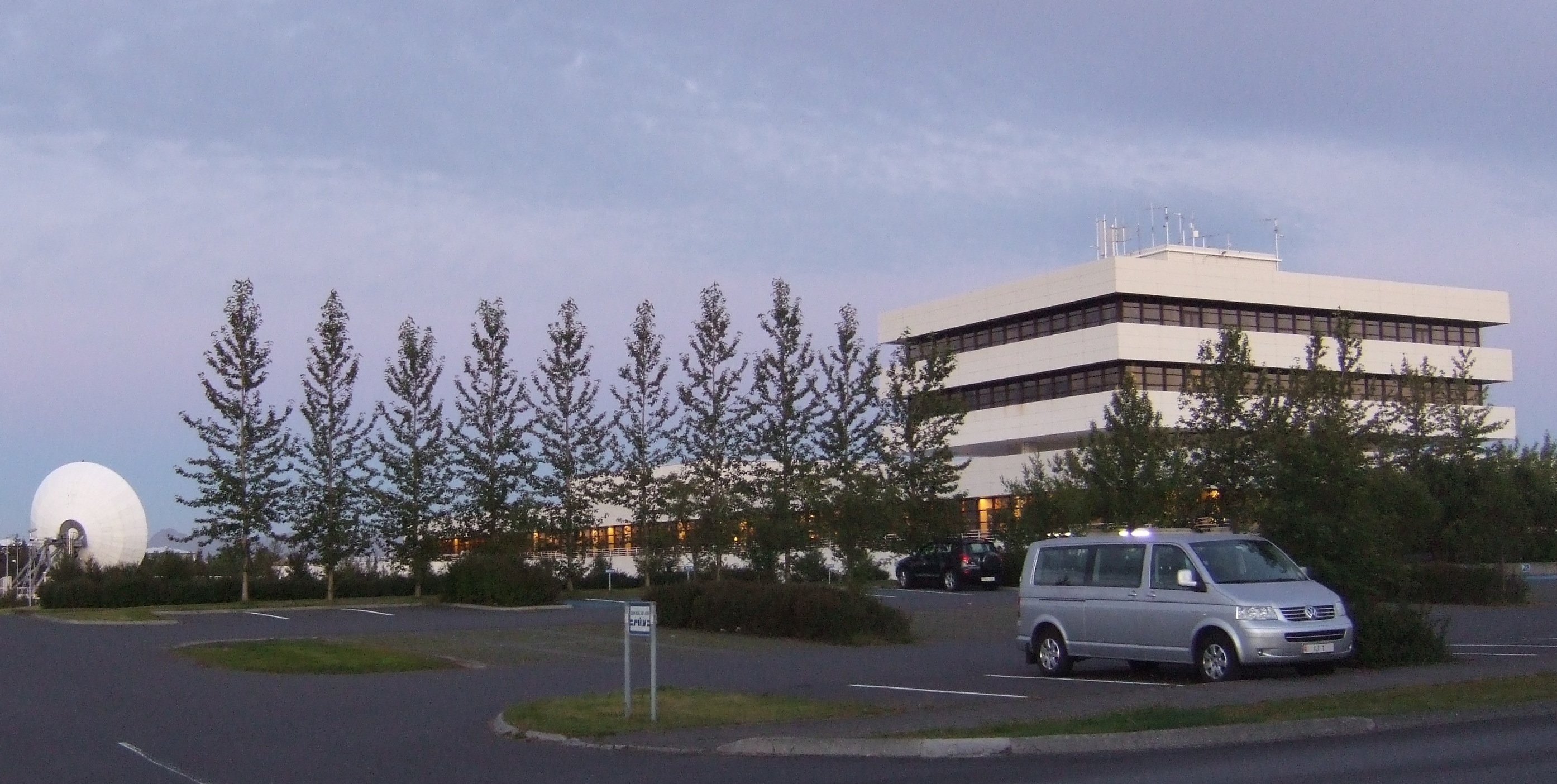
Oficinas centrales de la RÚV.

Islandia es uno de los países más proteccionistas respecto a la libertad de expresión; la constitución reconoce este derecho en el artículo 73, y el parlamento islandés aprobó en 2010 una ley que protege específicamente la libertad de expresión y de información de los periodistas y escritores. A pesar de las características geográficas del país, se garantiza la cobertura de radio, televisión e internet a toda la población. Islandia ocupa el decimotercer puesto en el índice de libertad de prensa elaborado por Reporteros Sin Fronteras.
La radiodifusión pública corre a cargo de la organización Ríkisútvarpið (RÚV), fundada en 1930, que gestiona dos emisoras de radio, dos canales de televisión y un portal web. La RÚV mantuvo el monopolio en el mercado audiovisual hasta 1986, con la irrupción de la primera radio comercial (Bylgjan) y de la televisión privada (Stöð 2). Los islandeses pagan un impuesto específico para mantener los medios públicos.
La producción islandesa de mayor éxito internacional ha sido la serie infantil LazyTown (2004-2014), producida en los estudios de la RÚV y emitida en más de 180 países gracias a un acuerdo con Nickelodeon.
En cuanto a la prensa escrita, los máximos representantes son los diarios Morgunblaðið —de circulación nacional—, Fréttablaðið —enfocado en Reikiavik— y el portal web Vísir.is. Las publicaciones en idioma inglés con más circulación son Iceland Review (fundada en 1963) y The Reykjavík Grapevine.
El 96 % de la población tiene acceso a internet, y más del 75 % de los habitantes están conectados a banda ancha sobre fibra óptica. Los principales proveedores son la empresa pública Síminn y el grupo Sýn. El dominio oficial de Islandia es «.is».
Según el Índice mundial de innovación, a cargo de la Organización Mundial de la Propiedad Intelectual, en su versión 2024, Islandia se ubicó en lugar 22 en innovación entre 133 países del mundo.En 2023 y 2022, ocupó el lugar 20 en dicho ranking.

## Demografía

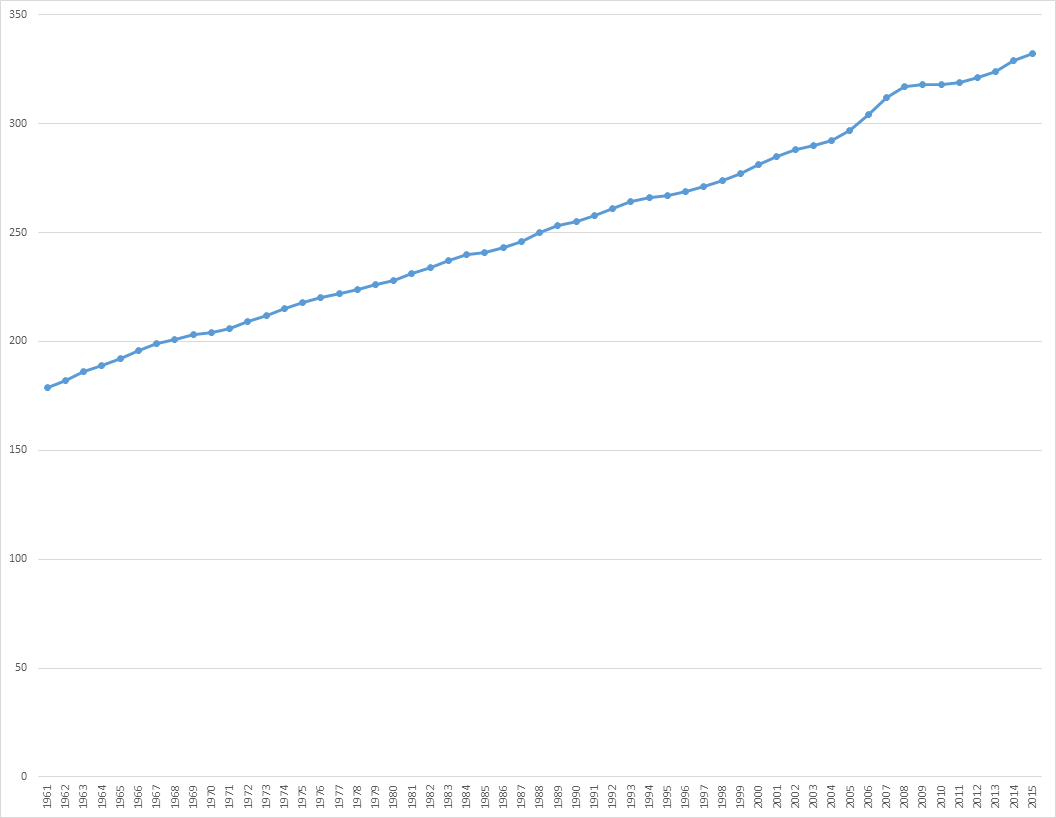
Evolución de la población de Islandia (1961-2015).

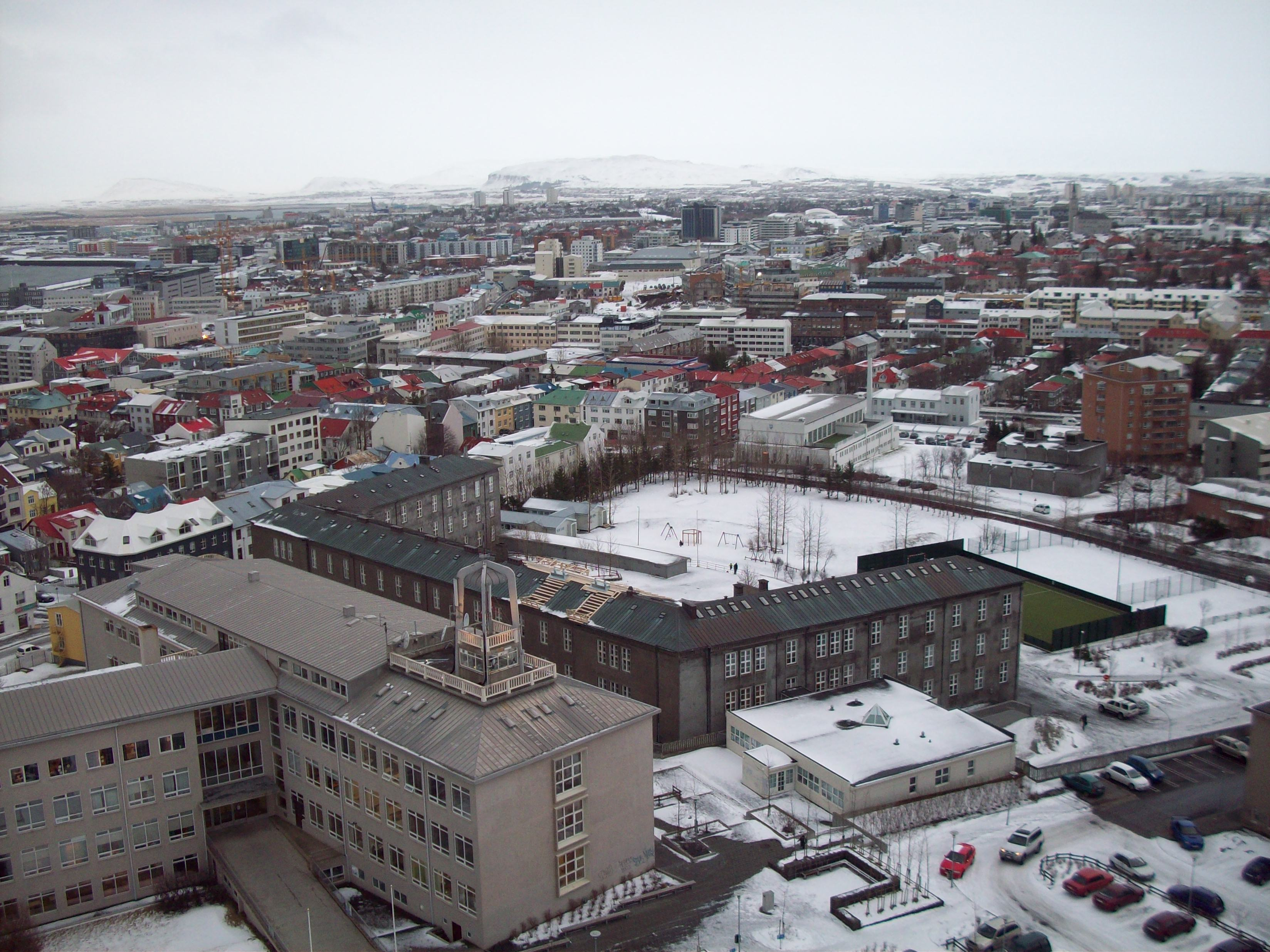
Reikiavik, el área metropolitana más grande del país, que con una población de 200 000 habitantes alberga el 64 % de la población de Islandia.

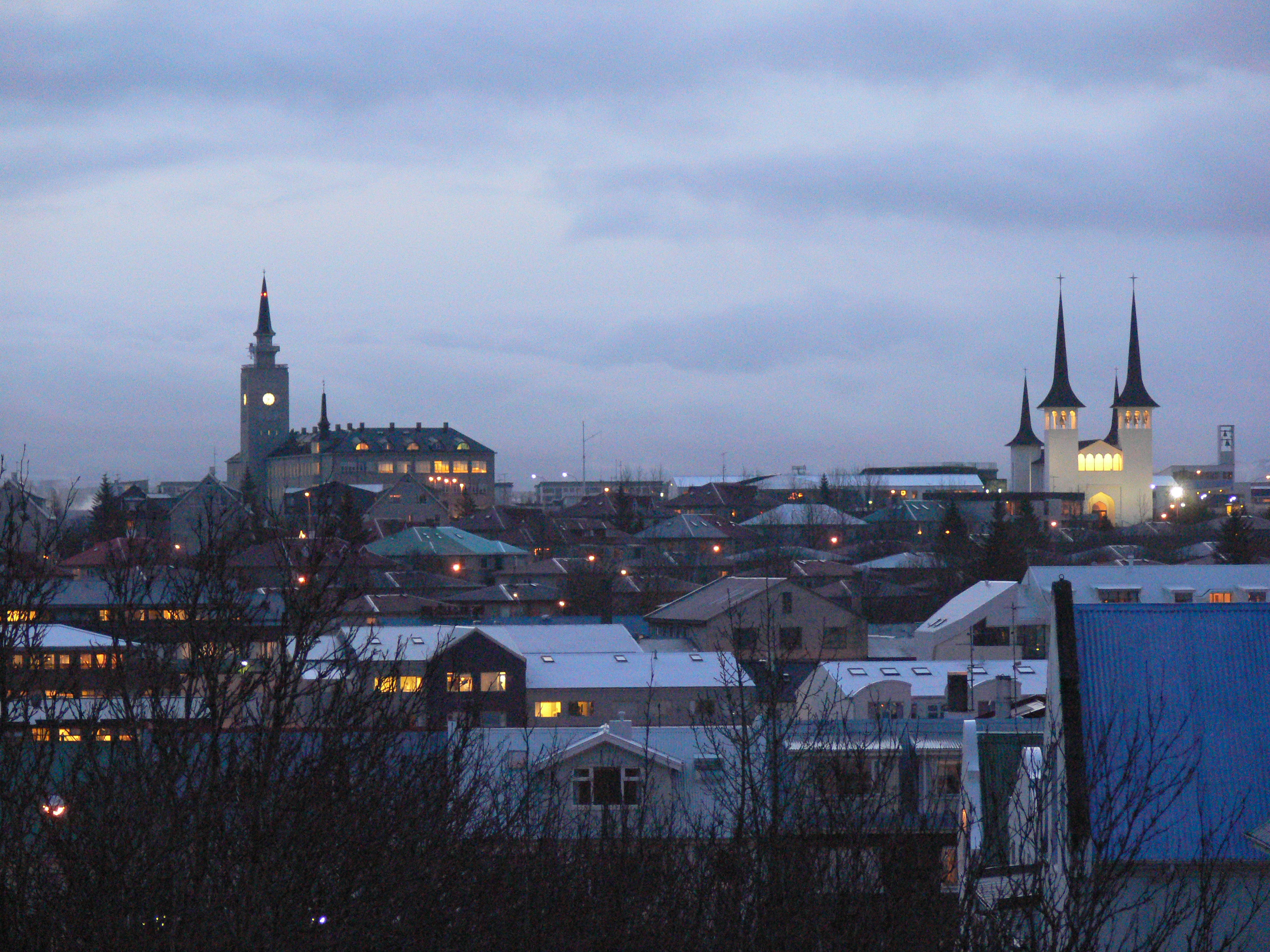
Debido a su latitud, muchas de las ciudades islandesas experimentan fenómenos como la aurora polar, las noches blancas (en la imagen) y el sol de medianoche.

Islandia cuenta con una población de cerca de 331 000 habitantes. La población original del país era de origen nórdico e irlandés. Esto se comprobó gracias al estudio de evidencias literarias que datan del periodo de asentamiento, así como estudios científicos en la genética y el tipo de sangre. Uno de estos estudios indica que la mayoría de los varones que se asentaron en el país eran de origen nórdico, mientras que la mayoría de las mujeres provenía de Irlanda.
Islandia cuenta con una gran cantidad de registros genealógicos completos que datan de finales del siglo XVII y fragmentos que se remontan hasta la época de asentamiento. La compañía biofarmacéutica deCODE Genetics creó una base de datos genealógica la cual intenta albergar información de todos los habitantes del país. Este proyecto, llamado Íslendingabók («El libro de los islandeses»), se considera una herramienta invaluable para la investigación de enfermedades genéticas, dado el relativo aislamiento de la población islandesa.
Se cree que desde su poblamiento hasta el siglo XIX, Islandia tenía entre 40 000 y 60 000 habitantes. Durante ese tiempo los inviernos fuertes, erupciones volcánicas y epidemias azotaron a la población varias veces. Entre los años 1500 y 1804, hubo treinta y siete años en los que se sufrieron de hambrunas. El primer censo se llevó a cabo en 1703 y calculó la población total en 50 358 habitantes. Después de las destructivas erupciones del volcán Laki durante 1783 y 1784, la población disminuyó hasta 40 000. Desde mediados del siglo XIX, las mejoras en las condiciones de vida llevaron a un rápido crecimiento demográfico, desde cerca de 60 000 habitantes en 1850 a los 320 000 de 2008.
El suroeste de Islandia es la región más densamente poblada. Es también la ubicación de la capital islandesa, Reikiavik, la capital más septentrional del mundo. Las ciudades más grandes fuera de la zona metropolitana de Reikiavik son Akureyri y Reykjanesbær, aunque esta última está relativamente cerca de la capital. De las veinte localidades más pobladas de Islandia, solamente cinco exceden los 10 000 habitantes, y de ellas solo la capital sobrepasa los 100 000.
En diciembre de 2007, 33 678 personas (13,5 % de la población total) que vivían en Islandia habían nacido en el extranjero, incluyendo los hijos de padres islandeses que viven en el extranjero. 19 000 personas (6 % de la población) eran de ciudadanía extranjera. El pueblo polaco constituye el grupo inmigrante más numeroso del país, y aún conforman el grueso de la mano de obra extranjera.
En 2010 se contabilizaron alrededor de 8000 polacos residentes, 1500 de ellos en Reyðarfjörður, donde componen el 75 % de la mano de obra que está construyendo la planta de aluminio de Fjarðaál. El aumento de la inmigración se atribuyó a una escasez de mano de obra cualificada por el auge que sufrió la economía, además de que se anularon las restricciones a la circulación de las personas provenientes de los países de Europa oriental cuando se adhirieron a la Unión Europea/Espacio Económico Europeo en 2004.
Los proyectos de construcción a gran escala en el este de Islandia han atraído también a muchas personas cuya estancia se espera que sea temporal. Muchos inmigrantes polacos también consideraron la posibilidad de dejar el país en el 2008 como consecuencia de la crisis financiera islandesa.
Groenlandia fue poblada por primera vez por cerca de 500 islandeses bajo el liderazgo de Erik el Rojo, a finales del siglo X. El total de la población alcanzó su máximo de 5000 habitantes, quienes desarrollaron instituciones independientes antes de desaparecer cerca del año 1500. De Groenlandia, los nórdicos lanzaron expediciones para asentarse en Vinland, pero estos intentos para colonizar América del Norte fueron abandonados pronto ante la hostilidad de los pueblos indígenas. La posterior emigración a los Estados Unidos y Canadá comenzó en la década de 1870. En la actualidad, en Canadá habitan más de 88 000 personas de ascendencia islandesa. De acuerdo con el censo de 2000, hay más de 40 000 estadounidenses de ascendencia islandesa.

### Idioma

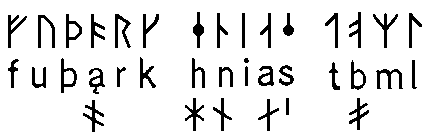
Las runas islandesas se fueron modificando para adaptarse al alfabeto latino.

El idioma oficial de Islandia es el islandés, una lengua nórdica que desciende del nórdico antiguo. De hecho, es el idioma que ha cambiado menos desde que evolucionó del nórdico antiguo, ya que ha preservado muchas flexiones de verbos y sustantivos. Además, gran parte del vocabulario islandés que se fue creando a través del tiempo se basa más en las raíces nativas de las palabras que en préstamos tomados de otras lenguas. También es la única lengua viva que aún utiliza la letra rúnica Þ. La lengua viva más cercana al islandés es el feroés. En la educación, el uso y enseñanza de la lengua de señas islandesa se encuentra regulado por el Plan de Estudios Nacional.
El inglés es ampliamente utilizado como el segundo idioma, al igual que el danés. Estudiar ambos idiomas es obligatorio. Otros idiomas comúnmente hablados son el alemán, el noruego y el sueco. La mayoría aprende el danés de manera que sea comprensible para las personas de habla noruega y sueca; a menudo este idioma es denominado skandinavíska («escandinavo») por los islandeses.
En vez de utilizar apellidos como en toda Europa continental, los islandeses utilizan patronímicos. Este se sitúa detrás del nombre dado a la persona, por ejemplo: Ólafur Jónsson («Ólafur, hijo de Jón») o Katrín Karlsdóttir («Katrín, hija de Karl»). Como consecuencia, las guías telefónicas se ordenan alfabéticamente según el primer nombre, no el patronímico.

### Religión
Los islandeses tienen asegurada la libertad de culto por la Constitución, aunque la Iglesia Nacional de Islandia, perteneciente al luteranismo, es la religión de estado. En 2023, alrededor del 58,6 % de los islandeses pertenecían a esta institución. De las otras religiones, 4,5 % eran miembros de la Iglesia Luterana Libre de Reikiavik y Hafnarfjörður, 7,7 % eran agnósticos o ateos, 3,8 % católicos y el restante 25,4 % pertenecían a otras religiones.
Dentro de este último grupo se incluyen entre 20 y 25 denominaciones cristianas. La religión no cristiana más extendida en el país es la ásatrúarfélagið, una religión neopagana inspirada en diversas formas de religiosidad politeísta anteriores al cristianismo. Islandia fue el primer país del mundo en reconocer una religión neopagana como religión legal.

### Educación

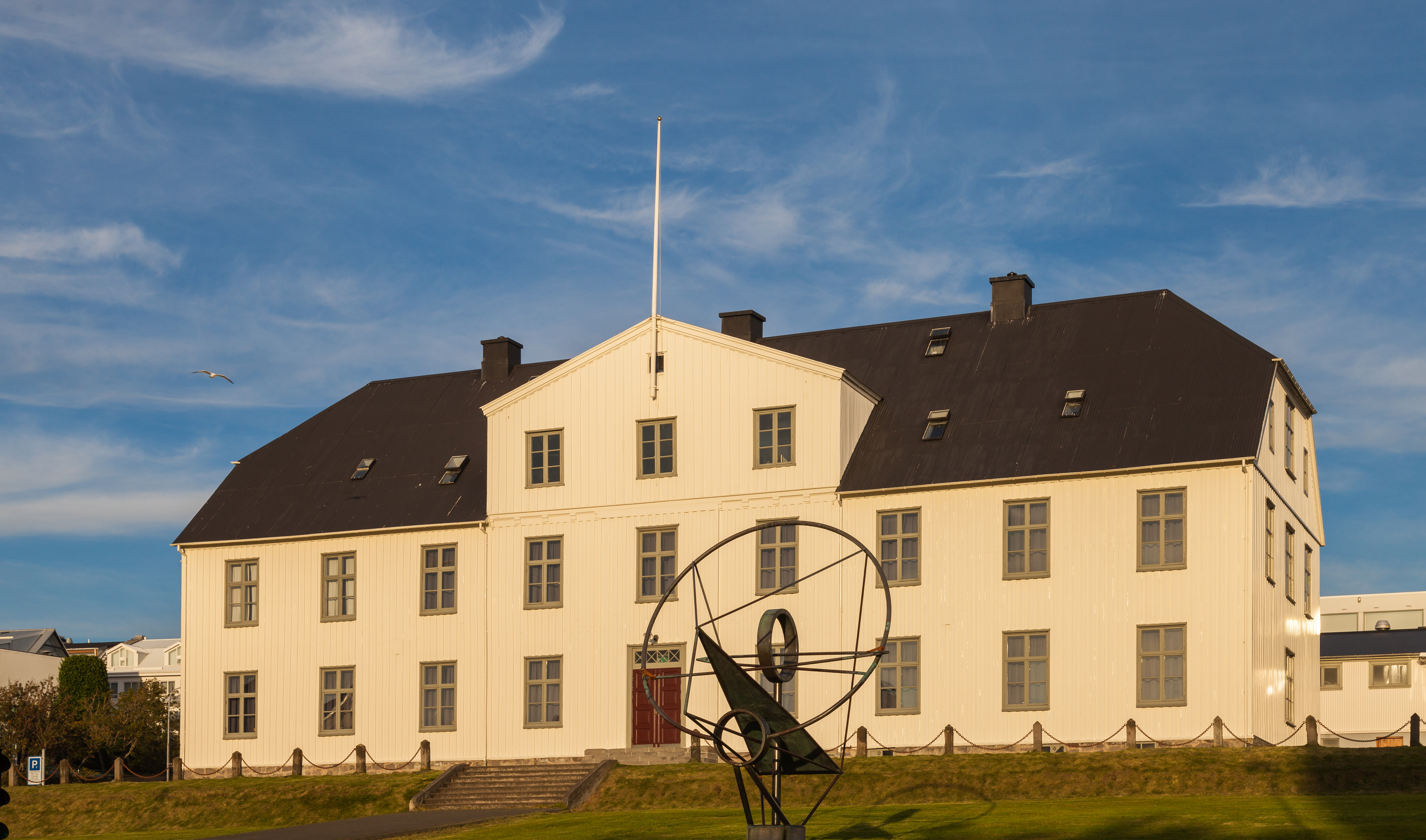
Escuela secundaria en Reikiavik.

El Ministerio de Educación, Ciencia y Cultura de Islandia es el responsable de aplicar las políticas y lineamientos a las escuelas, además de que publican el Plan de Estudios Nacional. No obstante, la educación preescolar, primaria y los primeros grados de la secundaria son administrados y financiados por las autoridades municipales. Incluso, las escuelas privadas también reciben fondos públicos.
La educación preescolar, o leikskóli, es la primera etapa del sistema educativo islandés, para todos los niños menores de seis años, aunque no es obligatoria. La legislación actual sobre la educación preescolar fue aprobada en 1994. Estas escuelas son responsables de diseñar su propio plan de estudios, asegurándose de que facilite la transición para la etapa educativa obligatoria.
La educación obligatoria, o grunnskóli, comprende la primaria y los primeros años de la secundaria, las cuales comúnmente se cursan en la misma institución. Por ley, todos los niños entre seis y dieciséis años deben asistir a la escuela. El año escolar dura nueve meses, comenzando entre el 21 de agosto y el 1 de septiembre, terminando entre el 31 de mayo y el 10 de junio. El mínimo de días escolares es de 170, tomando cinco días de clases a la semana. El Programa Internacional para la Evaluación de Estudiantes, coordinado por la OCDE, actualmente coloca la educación secundaria islandesa en el puesto veintisiete, debajo del promedio de la OCDE.
La educación superior, o framhaldsskóli, continúa después de los primeros años de la secundaria. Estas escuelas son conocidas como gymnasium. Aunque no es obligatoria, todo aquel que ha terminado la educación secundaria tiene el derecho a la educación superior. Este derecho se encuentra establecido en el Acta de Educación Superior de 1996. La mayor institución de educación superior del país es la Universidad de Islandia, cuyo campus principal se encuentra en el centro de Reikiavik. Otras instituciones que ofrecen este tipo de educación incluyen la Universidad de Reikiavik, la Universidad de Akureyri y la Universidad Bifröst.

### Localidades principales
| Localidades principales de Islandia | Localidades principales de Islandia | Localidades principales de Islandia | Localidades principales de Islandia | Localidades principales de Islandia | Localidades principales de Islandia | Localidades principales de Islandia | Localidades principales de Islandia | Localidades principales de Islandia | Localidades principales de Islandia | Localidades principales de Islandia |
| ----------------------------------- | ----------------------------------- | ----------------------------------- | ----------------------------------- | ----------------------------------- | ----------------------------------- | ----------------------------------- | ----------------------------------- | ----------------------------------- | ----------------------------------- | ----------------------------------- |
| Reikiavik Kópavogur Hafnarfjörður   |                                     | Localidad                           | Región                              | Población                           |                                     |                                     | Localidad                           | Región                              | Población                           | Akureyri Garðabær Mosfellsbær       |
| Reikiavik Kópavogur Hafnarfjörður   | 1                                   | Reikiavik                           | Höfuðborgarsvæði                    | 119 149                             | 11                                  | Seltjarnarnes                       | Höfuðborgarsvæði                    | 4343                                |                                     | Akureyri Garðabær Mosfellsbær       |
| Reikiavik Kópavogur Hafnarfjörður   | 2                                   | Kópavogur                           | Höfuðborgarsvæði                    | 31 030                              | 12                                  | Vestmannaeyjar                      | Suðurland                           | 4106                                |                                     | Akureyri Garðabær Mosfellsbær       |
| Reikiavik Kópavogur Hafnarfjörður   | 3                                   | Hafnarfjörður                       | Höfuðborgarsvæði                    | 26 626                              | 13                                  | Grindavík                           | Suðurnes                            | 2914                                |                                     | Akureyri Garðabær Mosfellsbær       |
| Reikiavik Kópavogur Hafnarfjörður   | 4                                   | Akureyri                            | Norðurland Eystra                   | 17 530                              | 14                                  | Ísafjörður                          | Vestfirðir                          | 2763                                |                                     | Akureyri Garðabær Mosfellsbær       |
| Reikiavik Kópavogur Hafnarfjörður   | 5                                   | Garðabær                            | Höfuðborgarsvæði                    | 10 722                              | 15                                  | Álftanes                            | Höfuðborgarsvæði                    | 2659                                |                                     | Akureyri Garðabær Mosfellsbær       |
| Reikiavik Kópavogur Hafnarfjörður   | 6                                   | Mosfellsbær                         | Höfuðborgarsvæði                    | 8600                                | 16                                  | Sauðárkrókur                        | Norðurland Vestra                   | 2635                                |                                     | Akureyri Garðabær Mosfellsbær       |
| Reikiavik Kópavogur Hafnarfjörður   | 7                                   | Keflavík                            | Suðurnes                            | 8551                                | 17                                  | Hveragerði                          | Suðurland                           | 2335                                |                                     | Akureyri Garðabær Mosfellsbær       |
| Reikiavik Kópavogur Hafnarfjörður   | 8                                   | Selfoss                             | Suðurland                           | 6820                                | 18                                  | Húsavík                             | Norðurland Eystra                   | 2290                                |                                     | Akureyri Garðabær Mosfellsbær       |
| Reikiavik Kópavogur Hafnarfjörður   | 9                                   | Akranes                             | Vesturland                          | 6798                                | 19                                  | Egilsstaðir                         | Austurland                          | 2135                                |                                     | Akureyri Garðabær Mosfellsbær       |
| Reikiavik Kópavogur Hafnarfjörður   | 10                                  | Njarðvík                            | Suðurnes                            | 4996                                | 20                                  | Borgarnes                           | Vesturland                          | 1944                                |                                     | Akureyri Garðabær Mosfellsbær       |
| Reikiavik Kópavogur Hafnarfjörður   | Estimación para 2010                |                                     |                                     |                                     |                                     |                                     |                                     |                                     |                                     | Akureyri Garðabær Mosfellsbær       |

## Cultura

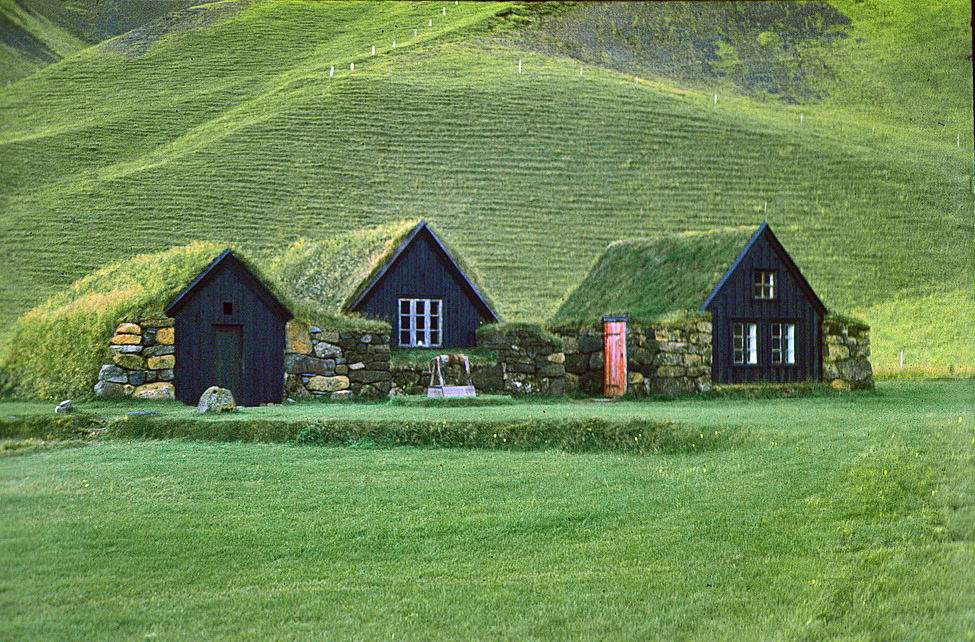
Casa tradicional islandesa. Hasta el, gran parte de la población vivía en zonas rurales.

La cultura islandesa tiene sus raíces en las tradiciones nórdicas y su literatura es reconocida principalmente por sus sagas y sus eddas, que fueron escritas durante la Edad Media. Los islandeses consideran de gran importancia la independencia y la autosuficiencia; en una encuesta realizada por la Comisión Europea, más del 85 % de los islandeses respondieron que la independencia era «muy importante» contrastando con el promedio de la Unión Europea de 53 %, el 47 % de los noruegos y el 49 % de los daneses. También poseen algunas creencias tradicionales, principalmente compartidas con la mitología nórdica, que hoy en día continúan vigentes; por ejemplo, algunos islandeses creen en los elfos, o al menos no están dispuestos a descartar su existencia.
Islandia es un país tolerante respecto a los derechos de la comunidad LGBT. En 1996, el Althing aprobó una ley para crear uniones civiles para parejas del mismo sexo, que abarcan casi todos los derechos y beneficios del matrimonio. En 2006, por voto unánime del Althing, se aprobaron una serie de leyes que otorgaban a las parejas de mismo sexo los mismos derechos que a las parejas heterosexuales en la adopción, crianza de los hijos y con asistencia para tratamientos de inseminación artificial.
El 11 de junio de 2010, el parlamento islandés enmendó la Ley de matrimonio, legalizando el matrimonio entre personas del mismo sexo. La ley entró en vigor el 27 de junio de 2010.

### Literatura

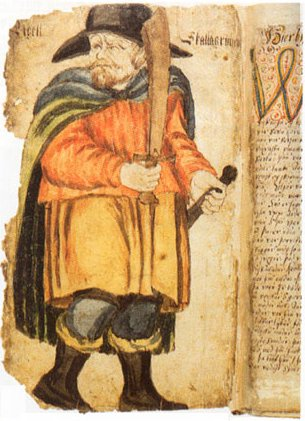
Fragmento de la Saga de Egil Skallagrímson.

Las obras literarias más reconocidas de su literatura nacional son las sagas islandesas, narraciones épicas que provienen de la época de su poblamiento. Las más famosas incluyen la Saga de Njál, que habla acerca de una guerra épica, la Saga de los Groenlandeses y la Saga de Erik el Rojo, que describen el descubrimiento y poblamiento de Groenlandia y Vinland (actualmente Terranova). Asimismo, cabe destacar la Saga de Egil Skallagrímson, la de Laxdoela, la de Grettir, la de Súrssonar y la de Ormstungu como algunas de las obras más importantes dentro de su género.
La primera traducción de la Biblia al islandés fue publicada en el siglo XVI. Desde el siglo XV hasta el XIX las composiciones más importantes fueron los versos sacros, como los Salmos de la Pasión de Hallgrímur Pétursson, y los rímur, poemas épicos basados en rimas que presentan una aliteración.
Originados en el siglo XIV, los rímur fueron muy populares hasta el siglo XIX, cuando se dio el desarrollo de nuevos estilos literarios, provocados por la influencia del escritor romántico Jónas Hallgrímsson. En épocas recientes, varios escritores de origen islandés han alcanzado cierto reconocimiento internacional, más notablemente Halldór Laxness quien recibió el Premio Nobel de Literatura en 1955.
Una de las obras más internacionales de uno de los padres de la ciencia ficción, Julio Verne, estuvo inspirada en la isla de Islandia; Viaje al centro de la Tierra, donde los protagonistas viajan hasta Snæfellsjökull, volcán por el que se introducen para alcanzar el corazón terrestre.
En la literatura de viajes escrita en español hay varios autores que se han sentido atraídos por la inmensidad, la soledad y el carácter solidario de la gente de Islandia: John Carlin, con Crónicas de Islandia y Jordi Pujolá, quien dedicó y ambientó tres de sus novelas en Islandia, destacando No hay tigres en Islandia.

### Arte

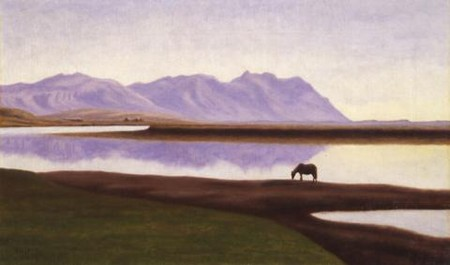
El río Hvítá en Borgarfjörður (1903) de Þórarinn B. Þorláksson, el primer artista contemporáneo de Islandia.

El arte en Islandia comenzó desde el poblamiento del territorio islandés, aunque el inicio de las expresiones artísticas propias del país, como fue el caso de la pintura, danza y escultura, ocurrió hasta el siglo XIX, cuando el movimiento por la independencia y la autonomía influyeron en la manera de expresarse de los artistas islandeses. Las raíces del nuevo movimiento artístico de Islandia se encuentran en el modernismo desarrollado en el resto de Europa y América.
Las representaciones del paisaje islandés en la pintura es una de las principales características de las artes visuales del país, con Jóhannes Kjarval siendo considerado como el máximo representante de la pintura islandesa. Otros pintores destacados son Þórarinn Þorláksson, quien es reconocido como el primer artista contemporáneo de Islandia, Ásgrímur Jónsson, Jóhannes Kjarval y Júlíana Sveinsdóttir. La primera escultura exhibida en el país fue la del escultor de ascendencia islandesa Bertel Thorvaldsen, la cual fue colocada en Reikiavik en 1874. Desde entonces, surgieron otros escultores importantes en Islandia, como Einars Jónssonar, Ásmundur Sveinsson, Sigurjón Ólafsson, etc.

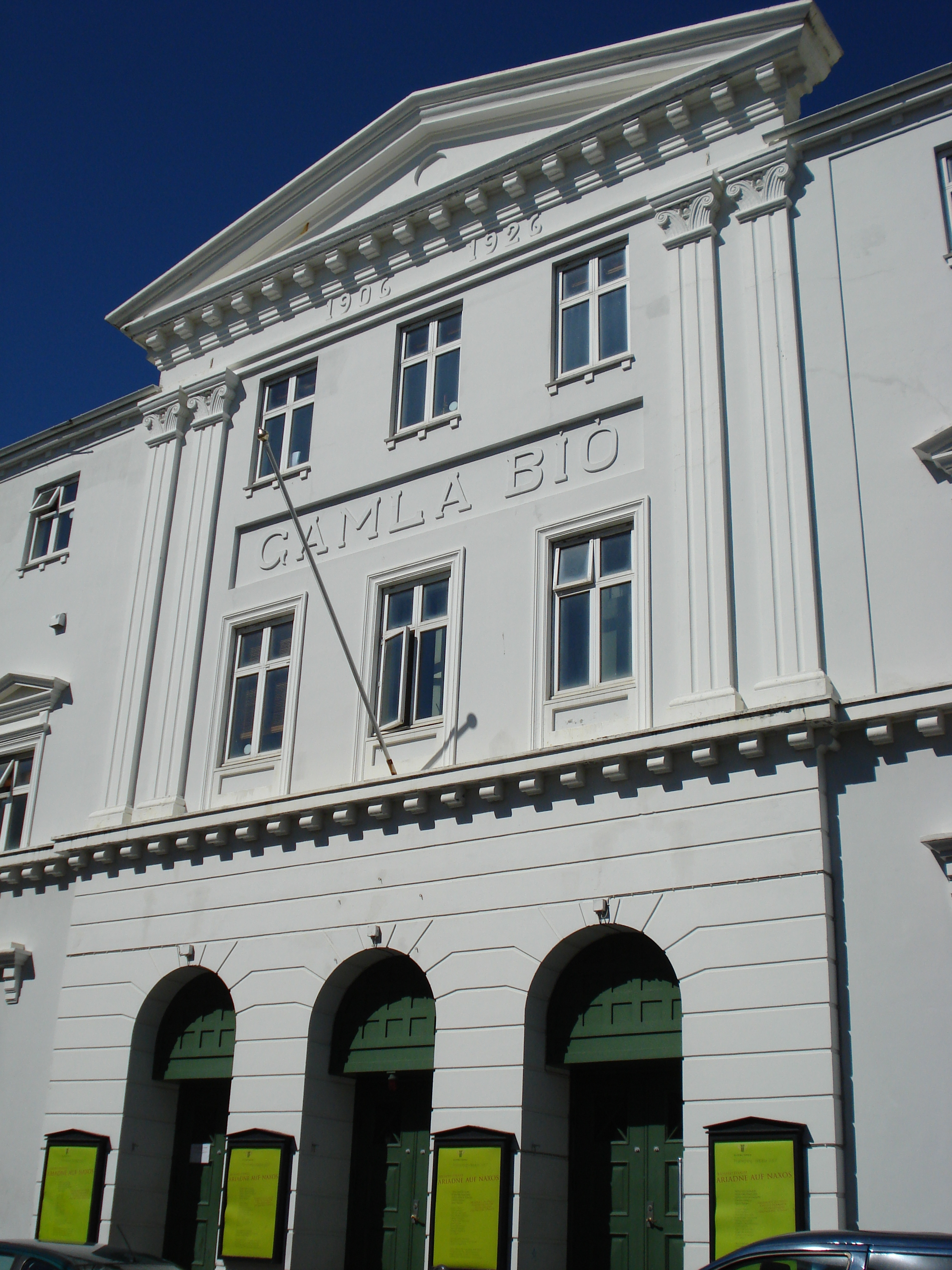
Edificio de La Ópera Islandesa en Reikiavik.

Una de las principales características de sus artes escénicas es que las representaciones amateurs juegan un papel clave en el escenario islandés, mayor que el que juega en otros países. En 1897 se inauguró el Teatro de la Ciudad de Reikiavik, uno de los primeros teatros del país, donde se presentaban las obras teatrales más populares en Europa.
Para apoyar este arte, en 1950 se inauguró el Teatro Nacional, que se convirtió en un centro importante para la danza y la ópera; esta última también cuenta con el edificio de La Ópera Islandesa, ubicado en la capital. Actualmente varios grupos de actores y bailarines son invitados comúnmente a festivales de cultura en toda Europa y partes de América.
El cine islandés es ampliamente apoyado por el gobierno, con fondos y recursos destinados a promover el desarrollo de la cinematografía nacional. La historia del cine en Islandia comenzó en 1906, cuando Alfred Lind grabó un documental de tres minutos en el país. En 1923 Ævintýri Jóns og Gvendar se convirtió en la primera película islandesa en ser rodada y para 1948, Milli fjalls og fjöru fue el primer filme islandés completamente a color y con sonido. Desde entonces, el cine se ha ido desarrollando lentamente y actualmente juega un papel más activo dentro de la industria cinematográfica mundial. Las series Atrapados y Los asesinatos del Valhalla son islandesas.

### Música
La música islandesa se encuentra estrechamente relacionada con la música de los demás países nórdicos. Actualmente se destaca por la conservación de las tradiciones de la música folclórica, la música pop, jazz fusión y la electrónica. Algunos de sus más importantes representantes musicales son el coro Voces Thules, la banda The Sugarcubes, la banda Of Monsters and Men, la banda Sigur Rós, la banda Mezzoforte (banda) y los intérpretes Björk y Emilíana Torrini. El himno nacional islandés es el «Lofsöngur» («Canción de la oración»), con letra de Matthías Jochumsson y música de Sveinbjörn Sveinbjörnsson.

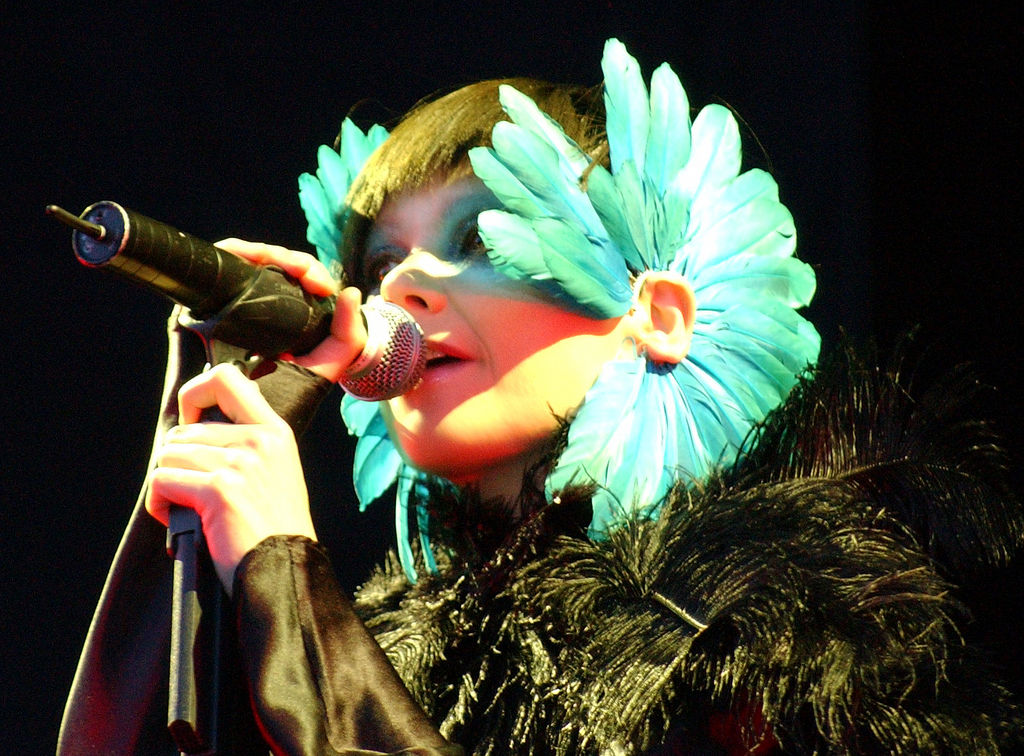
Björk, la cantante islandesa más popular en el mundo.

La música tradicional islandesa tiene fuertes influencias religiosas. El compositor islandés Hallgrímur Pétursson escribió muchos himnos de la Iglesia protestante durante el siglo XVII. La música del país fue modernizada en el siglo XIX, cuando Magnús Stephensen introdujo el órgano y el armonio al país. Los poemas rímur también evolucionaron para ser acompañados con música, siendo Sigurður Breiðfjörð el poeta de rímur más notable del siglo XIX. En 1929, los poemas fueron modernizados con la creación de la organización Iðunn.
La música contemporánea de Islandia se encuentra representada por una serie de artistas que abarcan diversos géneros, desde grupos de pop rock como Bang Gang, Quarashi, Of Monsters and Men, Amiina y Kaleo, hasta intérpretes de baladas como Bubbi Morthens, Megas y Björgvin Halldórsson.
La música independiente tiene gran fuerza en el mercado musical islandés, con bandas como múm, Sigur Rós y cantantes del estilo de Emilíana Torrini y Mugison que alcanzaron el reconocimiento internacional. Sin embargo, la cantante Björk es la que a menudo es mencionada como la más importante de sus artistas musicales. El principal festival de música en el país es Iceland Airwaves, un evento anual donde artistas islandeses junto con invitados extranjeros se presentan en todos los clubes de la capital durante una semana. De igual forma, el metal también tiene un lugar importante en el panorama musical islandés independiente, siendo el tercer país de Europa con más formaciones de este género; contando con agrupaciones como Sólstafir o Skálmöld, con amplio reconocimiento mundial, y la internacionalizada escena del black metal islandés, ejemplificada en artistas como Svartidauði, Naðra, Sinmara o Misþyrming.
Aunque nunca ha ganado, Islandia participa cada año en el Festival de la Canción de Eurovisión desde 1986, siendo uno de los países que más fielmente sigue el certamen alcanzando cuotas de pantalla cercanas al 100 % de share anualmente.
En 2011 se inauguró el centro de conciertos y conferencias Harpa en Reikiavik, que es la sede de la Orquesta Sinfónica de Islandia y la Ópera Islandesa.

### Fiestas

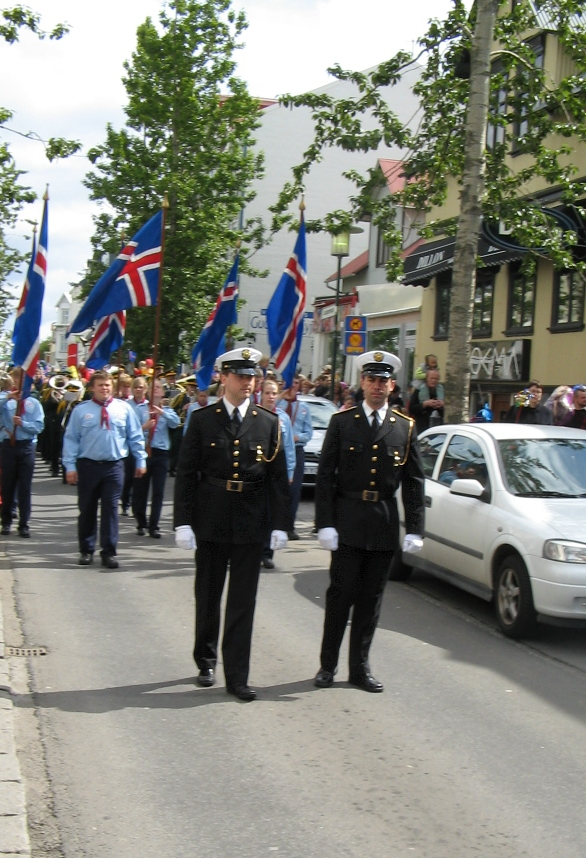
Desfile en conmemoración del Día Nacional de Islandia.

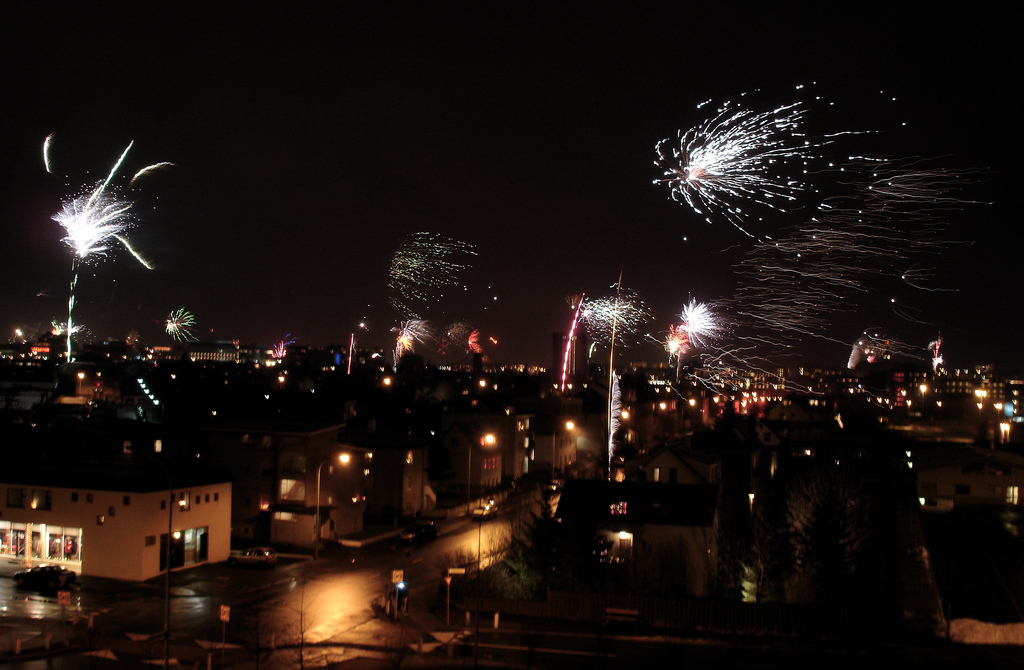
Celebración del Año Nuevo en Reikiavik.

| Fecha           | Festividad           | Nombre local         | Notas                                                                                           |
| --------------- | -------------------- | -------------------- | ----------------------------------------------------------------------------------------------- |
| 1 de enero      | Año Nuevo            | Nýársdagur           |                                                                                                 |
| 1 de marzo      | Día de la cerveza    | Bjórdagur            | Fin de la ley seca.                                                                             |
| marzo/abril     | Jueves Santo         | Skírdagur            | Jueves anterior a la Pascua.                                                                    |
| marzo/abril     | Viernes Santo        | Föstudagurinn langi  | Viernes anterior a la Pascua.                                                                   |
| marzo/abril     | Lunes de Pascua      | Annar í páskum       | Lunes posterior a la Pascua.                                                                    |
| abril           | Primer día de verano | Sumardagurinn fyrsti | Primer jueves después del 18 de abril.                                                          |
| 1 de mayo       | Día del trabajo      | Labor Day            |                                                                                                 |
| mayo            | Día de la Ascensión  | Uppstigningardagur   | Seis semanas después del Jueves Santo.                                                          |
| mayo            | Lunes de Pentecostés | Annar í hvítasunnu   | Celebrado el lunes después al Domingo de Pentecostés, seis semanas después del Lunes de Pascua. |
| 17 de junio     | Día nacional         | Þjóðhátíðardagur     |                                                                                                 |
| agosto          | Día del comercio     | Dagur Trade          | Primer lunes de agosto.                                                                         |
| 24 de diciembre | Nochebuena           | Aðfangadagur         |                                                                                                 |
| 25 de diciembre | Navidad              | Jóladagur            |                                                                                                 |
| 26 de diciembre | Boxing Day           | Annar í jólum        |                                                                                                 |
| 31 de diciembre | Nochevieja           | Gamlárskvöld         |                                                                                                 |

### Gastronomía

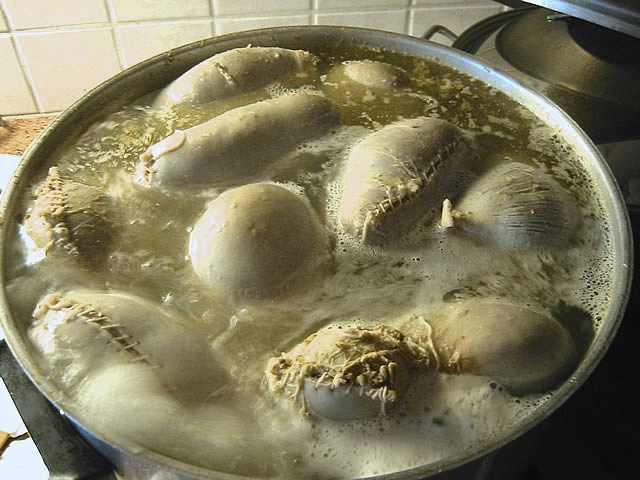
Salchicha de hígado islandesa.

Debido a que durante muchos años la pesca fue el principal motor de la economía del país, el consumo de productos marinos es la principal base de la mayoría de los platos dentro de su gastronomía. Además de los pescados y mariscos, la principal carne consumida es la de cordero, seguida por la de caballo, la de vaca y la de reno.
Las comidas tradicionales incluyen ingredientes como el skyr, que es un producto lácteo elaborado a base de yogur, los escrotos de carnero marinados, el tiburón marinado, las cabezas de cordero asadas y unas morcillas típicas de su gastronomía llamadas slátur. Algunos de los platillos islandeses más conocidos son el gravlax, el hákarl y el kleina. La bebida nacional de Islandia es el brennivín, una bebida alcohólica elaborada con la pulpa de la patata fermentada.
Actualmente, la dieta de los islandeses es muy diversa, ya que además de los platos tradicionales, se consumen recetas provenientes de diversas gastronomías del mundo. Como en otras sociedades occidentales, el consumo de comida rápida es ampliamente popular.

## Deportes
- Úrvalsdeild Karla
- 1. deild karla
- 2. deild karla
- 3. deild karla

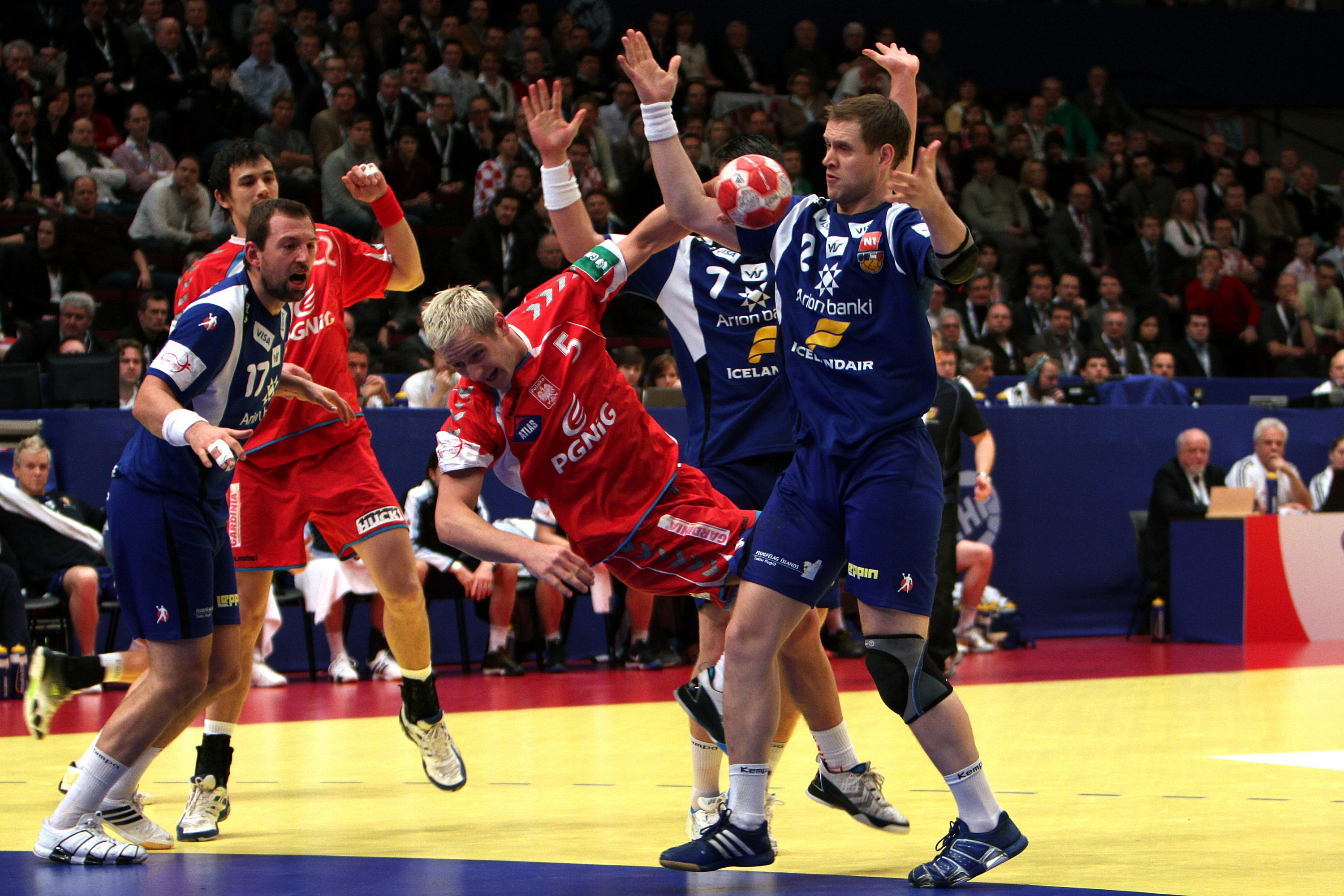
Partido de balonmano entre Islandia y Polonia.

El equipo islandés que más ha ganado la primera división es el KR Reykjavík.
El deporte es una parte importante de la cultura islandesa. Su principal deporte tradicional es la glima, un estilo de lucha que se estima que tiene su origen durante la Edad Media. Los deportes más populares son el fútbol, el atletismo, el balonmano y el baloncesto. Frecuentemente, el balonmano es descrito como el deporte nacional; la selección islandesa ha tenido una participación constante en los Juegos Olímpicos y en campeonatos mundiales.
En 2016, la selección de fútbol de Islandia se clasificó a la Eurocopa de ese año, lo que supuso un logro histórico, ya que hasta entonces nunca había participado en campeonatos internacionales de alto nivel. Logró dos empates con las selecciones de Portugal y Hungría y una victoria frente a Austria, lo que le permitió avanzar hasta la segunda ronda y enfrentarse a la selección de Inglaterra, a la cual derrotó 2-1 el 27 de junio, lo que le permitió avanzar a la fase de cuartos de final y enfrentarse el 3 de julio a Francia en Saint-Denis, con el resultado final de 5-2 favorable a la selección anfitriona.
Después de una victoria por 2-0 frente a Kosovo, en las eliminatorias europeas, se aseguró un lugar en la Copa Mundial de fútbol organizada en Rusia 2018, marcando un hito histórico para el deporte de este país.
Según la clasificación mundial de la FIFA, la selección femenina de fútbol de Islandia es uno de los mejores veinte equipos en el mundo.
Su clima y geografía crean las condiciones óptimas para los deportes de invierno y los de montaña, siendo el alpinismo y el senderismo los más practicados por el público en general. El país también es un lugar ideal para el esquí, siendo el telemark la variedad más practicada. Su asociación deportiva más antigua es la Asociación de Tiro de Reikiavik, fundada en 1867. El tiro con rifle se volvió muy popular durante el siglo XIX y fue fuertemente apoyado por políticos y figuras de la independencia. Hoy en día sigue siendo muy popular y es ampliamente practicado por todo el país.
Varios atletas islandeses han sido exitosos dentro de otros deportes cuya tradición en el país no es tan antigua. Por ejemplo, en el ajedrez se destaca la participación de Hannes Stefansson, Helgi Ólafsson y Friðrik Ólafsson (quien se convertiría en presidente de la Federación Internacional de Ajedrez). En strongman, Jón Páll Sigmarsson y Magnús Ver Magnússon ganaron el título de «El hombre más fuerte del mundo» en más de una ocasión.